# Santander (España)
Santander es una ciudad situada en el norte de España, capital de la comunidad autónoma uniprovincial de Cantabria. Su población es de 173 635 habitantes (INE 2024), es el municipio más poblado de la comunidad autónoma. Es cabecera del área metropolitana de Santander, una conurbación de más de 400 000 habitantes que se extiende alrededor de la bahía de Santander y el valle del Besaya El término municipal limita al norte con el mar Cantábrico, al este con la bahía homónima, que lo rodea también por el sur junto al municipio de Camargo y al oeste limita con el municipio de Santa Cruz de Bezana. Su cota máxima, situada en Peñacastillo, se eleva 139 m sobre el nivel de mar.

## Símbolos

### Escudo
El actual escudo de Santander representa, al igual que el de otros muchos municipios de la costa de Cantabria, la reconquista de Sevilla por parte de marineros cántabros al mando del almirante Ramón de Bonifaz y Camargo en 1248 durante el reinado del rey Fernando III de Castilla. En él figuran la Torre del Oro sevillana y la nave en la que Bonifaz y sus hombres rompieron las cadenas que unían Sevilla con Triana el 3 de mayo de 1248.

También se pueden apreciar los rostros de los patronos de Santander, san Emeterio y san Celedonio, decapitados en Calahorra durante la persecución de Diocleciano o la de Valeriano, tras ser encarcelados y puestos ante la disyuntiva de renunciar a su fe o abandonar la profesión militar. Según la leyenda, sus cabezas fueron transportadas desde el Ebro en una barca de piedra para proteger las reliquias del avance musulmán, y finalmente atravesaron la isla de la Horadada, en la bahía de Santander.

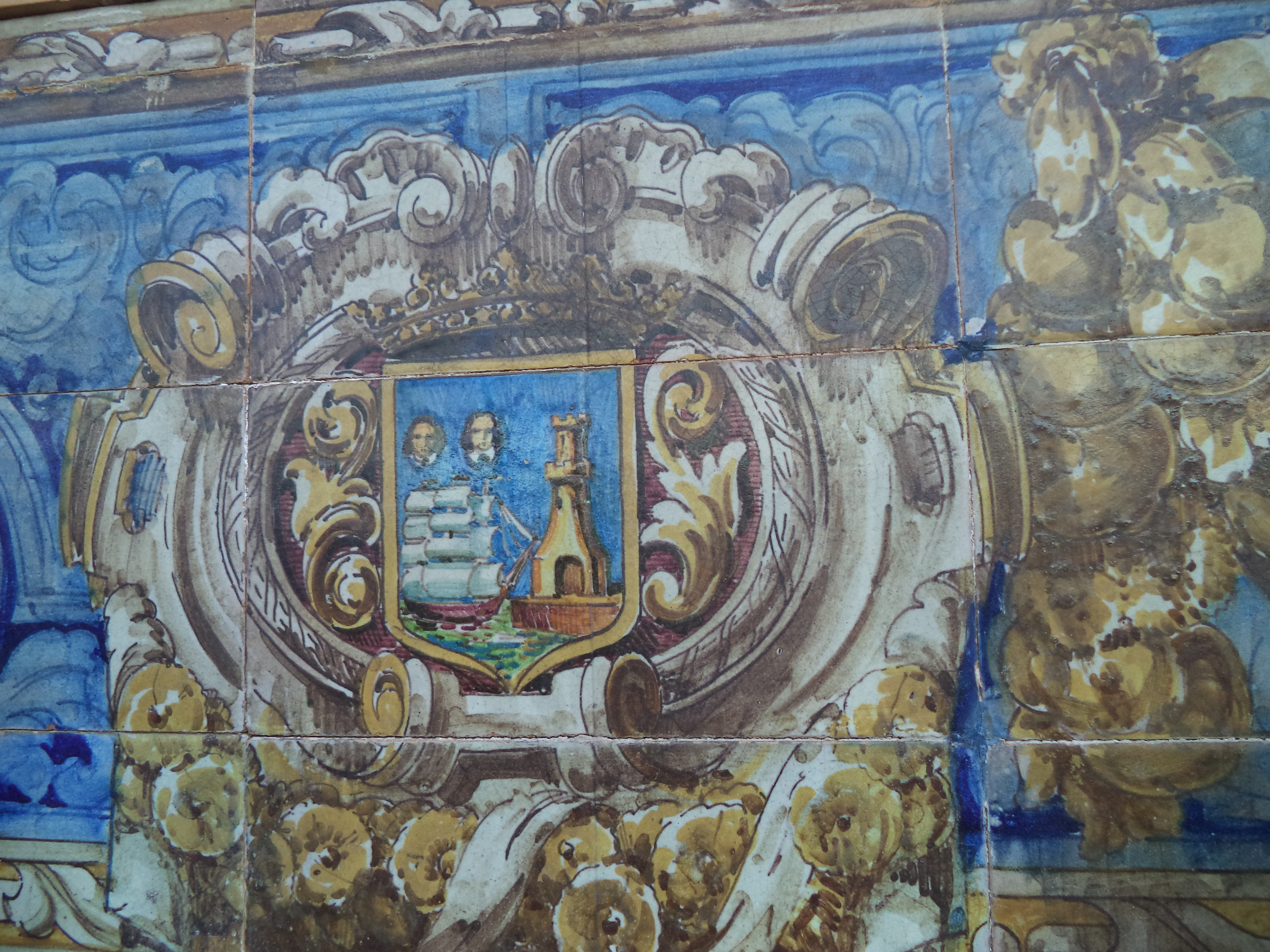
Escudo de Santander, pintado en 1929, en el banco de esa provincia en la plaza de España de Sevilla

Cuando, el día 1 de febrero de 1982, entró en vigor el Estatuto de Autonomía de Cantabria, los símbolos del escudo de Santander fueron adoptados como parte del nuevo escudo de Cantabria, según lo dispuesto en el Título Preliminar de dicho Estatuto.

### Bandera
La bandera del municipio representa al escudo de Santander sobre un fondo de dos rayas, siendo la superior blanca y azul la inferior. Esta última representa al mar, característico de esta ciudad.

### Himno
Actualmente Santander no cuenta con un himno oficial, pero existen dos propuestas principales: la habanera Santander la marinera, de Chema Puente y el bolero Santander, de Jorge Sepúlveda como posibles himnos.

## Geografía
El relieve del municipio de Santander está definido por una franja de costa cantábrica por el norte, la bahía de Santander por el este y por la llanura prelitoral en la que se alzan algunos montes. La franja cantábrica se extiende desde el límite con Santa Cruz de Bezana hasta el cabo Mayor, en la localidad de Cueto, e incluye pequeñas playas, salientes de tierra que se adentran en el mar, islotes y la ría de San Pedro del Mar. Entre el cabo Mayor y el cabo Menor se abre la ensenada de Mataleñas, antes de la playa de El Sardinero, ya en pleno casco urbano. La península de la Magdalena es la puerta de entrada de la bahía de Santander, donde se asienta el puerto de Santander, poco antes del límite con Camargo. Los montes más destacados del territorio son Peñacastillo (140 m) y las elevaciones en las que se extienden las localidades de Monte y Cueto. La altitud oscila entre los 140 m y el nivel del mar, situándose el centro histórico a 6 m sobre el nivel del mar.
| Noroeste: mar Cantábrico    | Norte: mar Cantábrico | Nordeste: mar Cantábrico    |
| Oeste: Santa Cruz de Bezana |                       | Este: bahía de Santander    |
| Suroeste: Camargo           | Sur: Camargo          | Sureste: bahía de Santander |

### Clima

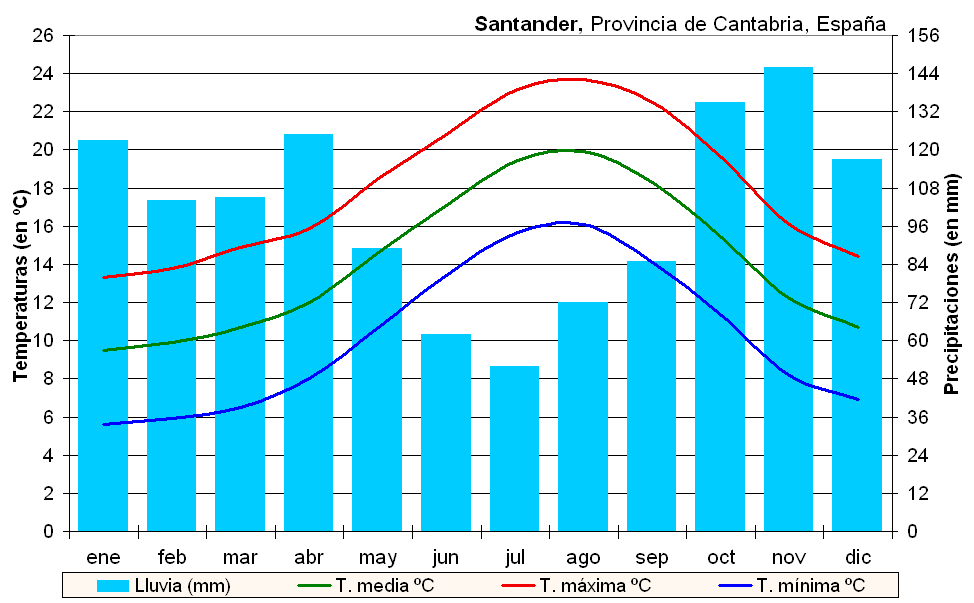
Climograma de Santander

Santander cuenta con un clima suave durante todo el año, lejos de los extremos climáticos de otras zonas de España. De acuerdo con la clasificación climática de Köppen, Santander presenta un clima oceánico de tipo Cfb. La oscilación térmica anual de las temperaturas medias mensuales es baja y alcanza unos 8 °C. La ciudad se sitúa en una de las zonas más lluviosas de toda España; las precipitaciones se distribuyen durante todo el año, aunque son más abundantes en primavera y otoño. La humedad es bastante elevada durante todo el año y llega a superar el 90 % en algunas ocasiones. Las temperaturas son suaves durante todo el año y nunca se alcanzan episodios de frío extremo ni de calor extremo. Esta es la principal característica del clima oceánico del norte de España: los veranos son generalmente templados, con temperaturas agradables y normalmente sin los episodios de calor intenso presentes en la mayoría de España, y los inviernos no son muy fríos debido al efecto termorregulador del mar, con temperaturas que muy rara vez descienden por debajo de los 0 °C y con un promedio de un día de nieve al año. En términos generales, las temperaturas medias están entre los 24,5 °C de máxima en agosto y los 5,8 °C de mínima en febrero.
Durante los meses de otoño e invierno principalmente, pueden producirse episodios de viento fuerte del sur que provocan altas temperaturas y humedades muy bajas. Este fenómeno se debe a la cercanía de barreras montañesas elevadas, la Cordillera Cantábrica, que producen el llamado efecto Föhn.
| Parámetros climáticos promedio de observatorio del aeropuerto de Santander (municipio de Camargo) (3 m s. n. m. ) (Periodo de referencia: 1991-2020, extremas: 1954-2024) | Parámetros climáticos promedio de observatorio del aeropuerto de Santander (municipio de Camargo) (3 m s. n. m. ) (Periodo de referencia: 1991-2020, extremas: 1954-2024) | Parámetros climáticos promedio de observatorio del aeropuerto de Santander (municipio de Camargo) (3 m s. n. m. ) (Periodo de referencia: 1991-2020, extremas: 1954-2024) | Parámetros climáticos promedio de observatorio del aeropuerto de Santander (municipio de Camargo) (3 m s. n. m. ) (Periodo de referencia: 1991-2020, extremas: 1954-2024) | Parámetros climáticos promedio de observatorio del aeropuerto de Santander (municipio de Camargo) (3 m s. n. m. ) (Periodo de referencia: 1991-2020, extremas: 1954-2024) | Parámetros climáticos promedio de observatorio del aeropuerto de Santander (municipio de Camargo) (3 m s. n. m. ) (Periodo de referencia: 1991-2020, extremas: 1954-2024) | Parámetros climáticos promedio de observatorio del aeropuerto de Santander (municipio de Camargo) (3 m s. n. m. ) (Periodo de referencia: 1991-2020, extremas: 1954-2024) | Parámetros climáticos promedio de observatorio del aeropuerto de Santander (municipio de Camargo) (3 m s. n. m. ) (Periodo de referencia: 1991-2020, extremas: 1954-2024) | Parámetros climáticos promedio de observatorio del aeropuerto de Santander (municipio de Camargo) (3 m s. n. m. ) (Periodo de referencia: 1991-2020, extremas: 1954-2024) | Parámetros climáticos promedio de observatorio del aeropuerto de Santander (municipio de Camargo) (3 m s. n. m. ) (Periodo de referencia: 1991-2020, extremas: 1954-2024) | Parámetros climáticos promedio de observatorio del aeropuerto de Santander (municipio de Camargo) (3 m s. n. m. ) (Periodo de referencia: 1991-2020, extremas: 1954-2024) | Parámetros climáticos promedio de observatorio del aeropuerto de Santander (municipio de Camargo) (3 m s. n. m. ) (Periodo de referencia: 1991-2020, extremas: 1954-2024) | Parámetros climáticos promedio de observatorio del aeropuerto de Santander (municipio de Camargo) (3 m s. n. m. ) (Periodo de referencia: 1991-2020, extremas: 1954-2024) | Parámetros climáticos promedio de observatorio del aeropuerto de Santander (municipio de Camargo) (3 m s. n. m. ) (Periodo de referencia: 1991-2020, extremas: 1954-2024) |
| Mes | Ene. | Feb. | Mar. | Abr. | May. | Jun. | Jul. | Ago. | Sep. | Oct. | Nov. | Dic. | Anual |
| --- | --- | --- | --- | --- | --- | --- | --- | --- | --- | --- | --- | --- | --- |
| Temp. máx. abs. (°C) | 24.6 | 29.0 | 31.3 | 30.7 | 36.8 | 37.6 | 37.2 | 40.6 | 37.6 | 35.1 | 29.2 | 24.6 | 40.6 |
| Temp. máx. media (°C) | 13.7 | 13.9 | 15.8 | 16.9 | 19.4 | 21.8 | 23.7 | 24.5 | 22.9 | 20.6 | 16.5 | 14.5 | 18.6 |
| Temp. media (°C) | 10.0 | 9.9 | 11.6 | 12.9 | 15.6 | 18.1 | 20.1 | 20.8 | 18.9 | 16.5 | 12.8 | 10.8 | 14.8 |
| Temp. mín. media (°C) | 6.3 | 5.8 | 7.4 | 8.7 | 11.7 | 14.4 | 16.5 | 17.0 | 14.8 | 12.3 | 9.2 | 7.0 | 10.9 |
| Temp. mín. abs. (°C) | -5.4 | -5.2 | -3.0 | 0.6 | 2.6 | 5.6 | 6.0 | 6.0 | 2.8 | 1.4 | -2.5 | -5.2 | -5.4 |
| Precipitación total (mm) | 114 | 98 | 96 | 99 | 76 | 63 | 54 | 58 | 91 | 121 | 172 | 128 | 1169 |
| Días de precipitaciones (≥ 1 mm) | 12.6 | 11.3 | 10.0 | 11.4 | 10.1 | 8.0 | 7.8 | 7.9 | 9.2 | 10.7 | 14.1 | 12.4 | 125.7 |
| Días de nevadas (≥ 0.01 mm) | 0.2 | 0.4 | 0.1 | 0.0 | 0.0 | 0.0 | 0.0 | 0.0 | 0.0 | 0.0 | 0.0 | 0.2 | 0.8 |
| Horas de sol | 87 | 107 | 143 | 159 | 189 | 183 | 195 | 192 | 162 | 136 | 96 | 78 | 1717 |
| Humedad relativa (%) | 73 | 73 | 71 | 72 | 74 | 75 | 76 | 76 | 76 | 75 | 75 | 73 | 74 |
| Fuente: Agencia Estatal de Meteorología | | | | | | | | | | | | | |

### Fauna urbana
Según estudios encargados por el ayuntamiento de la ciudad, se han inventariado 159 especies de vertebrados terrestres: 7 especies de anfibios, 10 especies de reptiles, 115 especies de aves (de las cuales 60 se reproducen en el municipio), y 27 especies de mamíferos entre roedores, insectívoros y carnívoros. El mayor número y diversidad se halla en las áreas no urbanizadas del norte y oeste del municipio, y en la franja costera cantábrica. Las zonas periféricas de la vaguada de las Llamas, la charca de La Remonta y la zona de Peñacastillo, son particularmente interesantes por su avifauna.
En los islotes y acantilados costeros, zonas de gran importancia ecológica, hay que mencionar al halcón peregrino, al paíño europeo, al cormorán grande, al cormorán moñudo, al correlimos oscuro, a la gaviota patiamarilla, y al cuervo, entre otros.
En la campiña, hábitat muy alterado por el hombre, destacan el sapo partero común y el sapillo pintojo ibérico entre los anfibios; la víbora de Seoane y la lagartija de turbera entre los reptiles; en el grupo de los mamíferos hay murciélago grande de herradura, murciélago ratonero grande, murciélago de ribera y murciélago enano, comadreja, armiño, garduña, zorro, musarañas, erizo y topos; y entre las aves del interior, entre otras muchas, destacan la garcilla bueyera, el aguilucho pálido, el gavilán, el águila calzada, el esmerejón, el avefría europea, la paloma torcaz, el cuco, la lechuza, y el autillo.

## Historia

### Orígenes y Edad Media

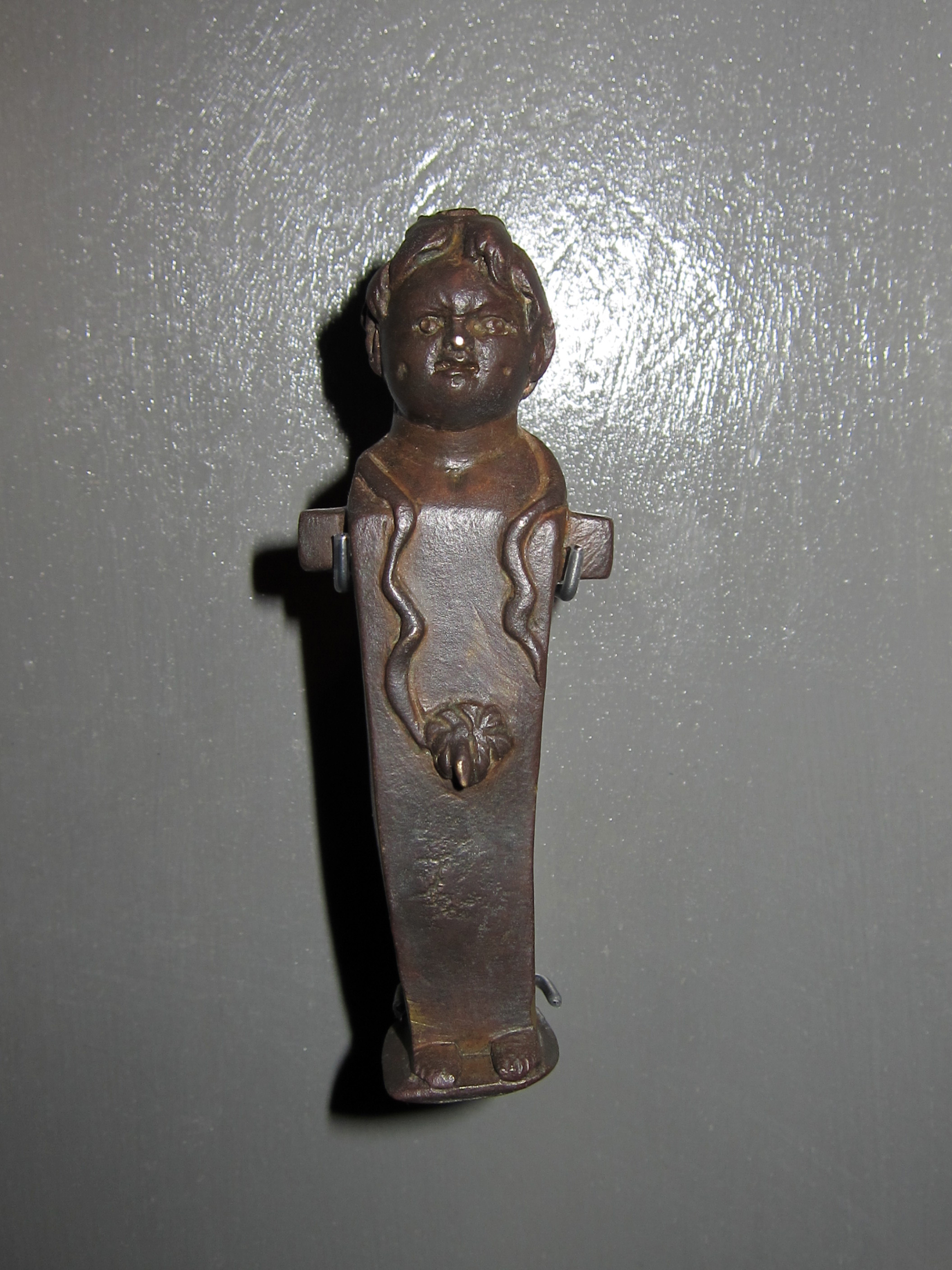
Aplique de Hermes Niño proveniente de La Magdalena

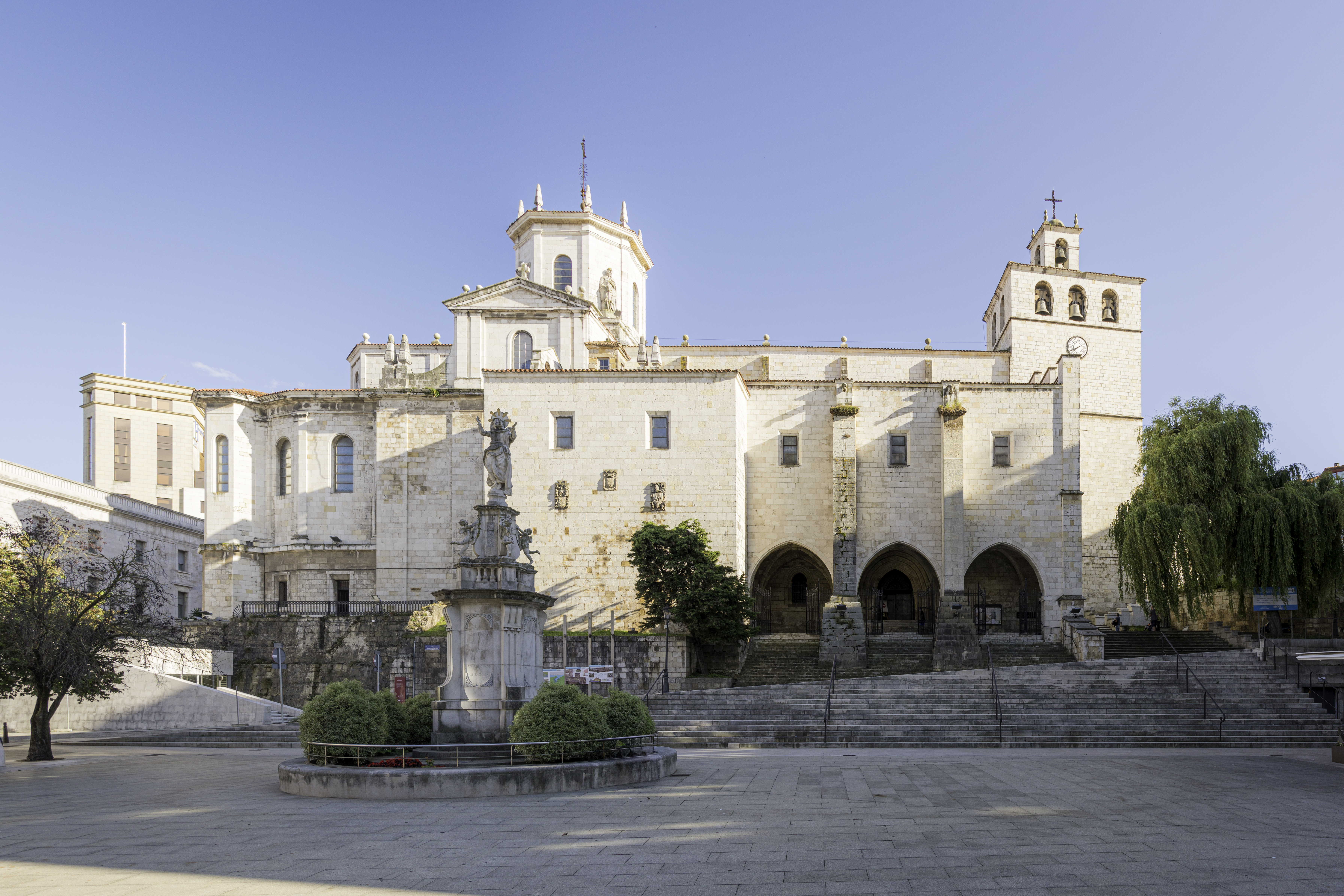
Catedral de Santander, núcleo del poblado de pescadores original

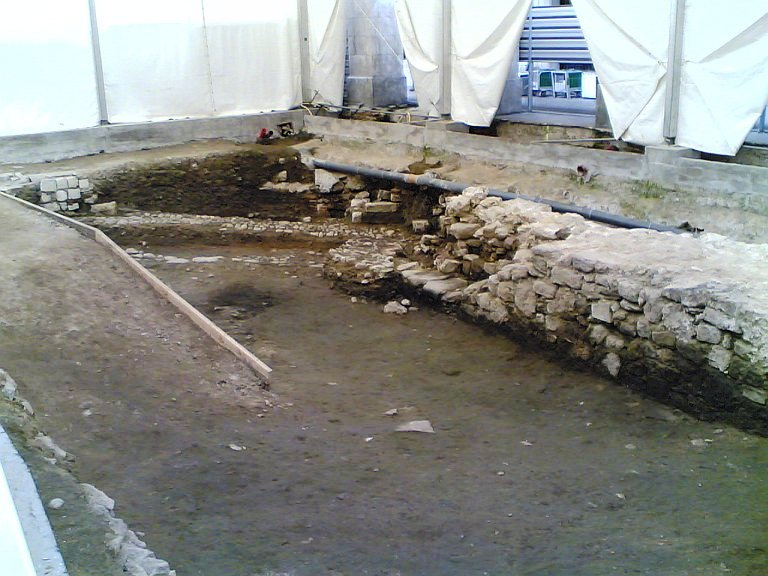
Restos arqueológicos de la antigua muralla de Santander y de la Puerta del Mar, hallados en 2007 en la plaza Porticada

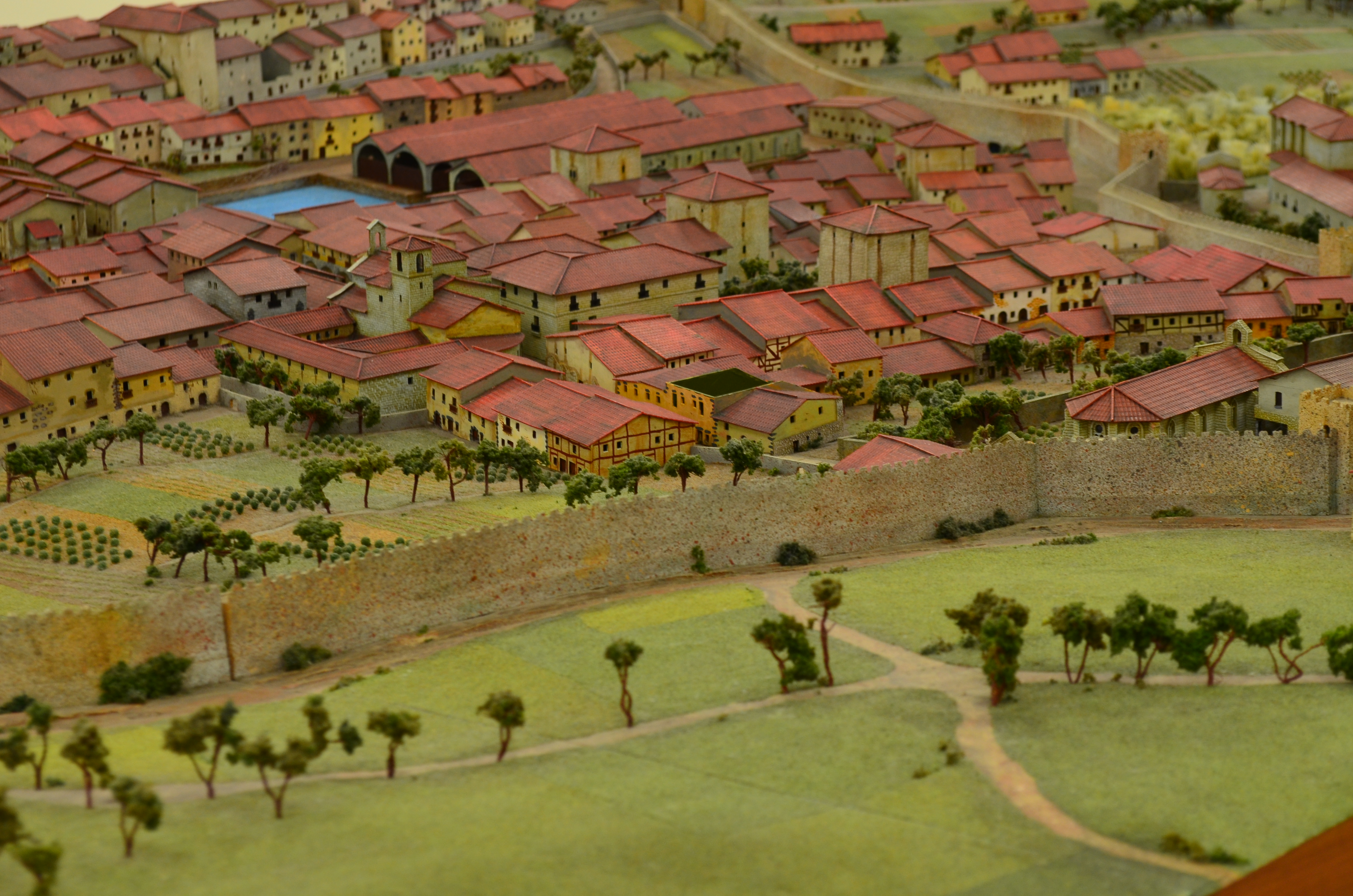
Maqueta representando el Santander de 1755. Se aprecia la antigua muralla que rodeaba la ciudad y el gran edificio de naves perteneciente a las Reales Atarazanas

Establecer el origen de los primeros asentamientos humanos en la actual Santander resulta complejo dados los pocos datos escritos y arqueológicos. Sin embargo, parece un lugar bastante adecuado el lado norte de la bahía; al abrigo de la misma y a salvo de los temporales del Cantábrico y los vientos, en la ladera norte del promontorio de Somorrostro y a orillas de la antigua ría de Becedo. Por otra parte, las aguas de la bahía, a donde desembocan amplias rías desde el Sur, sirven de fuente de alimentación para los allí asentados y la buena visibilidad desde el cerro para avistar los posibles atacantes hacen de este lugar idóneo para la fundación de un poblado estable, donde en definitiva evolucionó a lo largo de toda la Edad Media.
Desde la época romana, donde aparecen los primeros datos, la antigua Portus Victoriae Iuliobrigensium de la que hablan las fuentes romanas, se han hallado restos arqueológicos en la península de la Magdalena (restos de una edificación con suelos de mosaico, un Hermes de bronce y diverso material monetario y cerámico); en el promontorio de San Martín (una villa del siglo I d. C. con restos de un hypocaustum de unas termas y diversas monedas de plata así como un ánfora de la misma época) y sobre todo en la zona del cerro de Somorrostro (del latín summum rostrum, «promontorio mayor») donde se realizaron excavaciones sistemáticas y aparecieron bajo la actual catedral restos de iglesias de época altomedieval y estructuras de época romana —hypocaustum perteneciente a unas estancias de finalidad termal, muros de contención y otros edificios, todo ello acompañado de importante material monetario, un sestercio de la época del emperador Trajano, otras monedas de Constantino I, etc.— que indican que los romanos llevaban a cabo actividades mineras y comerciales con el puerto como base. También se sabe que eran frecuentes las incursiones de los navegantes nórdicos y, según se desprende de la Crónica del obispo Hidacio (siglo V), entre los años 455 y 459 la población sufrió probablemente el saqueo de los hérulos.
Aunque aparece citada por primera vez en 1068 en un documento hecho redactar por el rey Sancho II, en el siglo IX Alfonso II, el Casto, fundó la abadía de los Cuerpos Santos en la ermita preexistente en el cerro de Somorrostro, sobre el relicario de las cabezas de san Emeterio y san Celedonio y los enterramientos de otros mártires desconocidos, a los que debió su nombre de iglesia de los Cuerpos Santos. Según la leyenda, las cabezas de san Emeterio y san Celedonio, mártires decapitados en Calahorra por no abjurar de su fe católica en el siglo III, fueron transportadas en una barca de piedra para protegerlas del avance musulmán. Llegaron a Santander después de dar la vuelta a la Península, chocaron y atravesaron una roca en la entrada de la bahía (actual Isla de la Horadada) y se instalaron en la cueva bajo la primitiva iglesia del cerro de San Pedro (Somorrostro). El monasterio existente en dicho lugar los tomó como patronos y se colocaron sus efigies en el escudo de la iglesia y posteriormente de la ciudad.
Los filólogos consideran que el nombre actual de Santander proviene del nombre de Portus Sanctorum Emeterii et Celedonii, San Emeterio por evolución: Sancti Emetherii > Sancti Emderii > Sanct Endere > San Andero > Santendere > Santanderio > Santander. Es una secuencia generalmente aceptada, aunque los saltos fonéticos propuestos no estén muy claros y han sido más que cuestionados. En muchos de los mapas y documentos de a partir del siglo XIII se refieren a Santander como San Andrés, San André, Sant Ander y Sant Andero. El rey Alfonso X se refería a la villa como Sant Ander en 1255, cuando otorgó el derecho de nombrar alcaldes y jurados a su hermano Don Sancho y en 1522 el marinero Juan de Santander, natural de Cueto, que embarcó en la nao Victoria bajo el mando de Juan Sebastián Elcano, era conocido como Juan de San Andrés. Esto hace creer en una segunda teoría que el nombre derive del santo Andrés, pero la ausencia de este santo en el posterior desarrollo de la ciudad hace dudar de su autenticidad, si bien es cierto que no todas las ciudades con nombre de santo rindieran culto precisamente a ese santo en sus catedrales.
El 11 de julio de 1187 el rey Alfonso VIII de Castilla nombró al abad de San Emeterio dueño y señor del pueblo y dotó a la villa de fuero (similar al de Sahagún) que tendía a facilitar el tráfico marítimo, la pesca y el comercio, actividades de las que la Abadía recibía sus tributos, así como de la elaboración de escabeches y las explotaciones vinícolas.
Durante el siglo XII y el XIII la población fue delimitando su estructura dentro del recinto amurallado que toda villa tenía, con dos pueblas diferenciadas. La Puebla Vieja, más antigua, sobre el cerro de Somorrostro que dominaba la ciudad de cara a la bahía, incluía el castillo, la Abadía de los Cuerpos Santos, el claustro y el cementerio. Por el otro lado se encontraban las atarazanas y el puerto. Tenía tres filas de casas, separadas por la rúa de Carnicerias y la rúa Mayor, donde estaban la viviendas de los pobladores prominentes de la villa, como el abad, los canónigos y los linajes mayores de entonces. La Puebla Nueva contenía el convento de Santa Clara y el de San Francisco, este ya fuera de la puerta, que daba nombre a una de las calles principales; otras calles de importancia eran la rúa de la Sal, La rúa del Palacio, la Ribera, Don Gutierre, puerta de la Sierra, Cadalso y rúa del Arcillero. Ambas pueblas estaban unidas por un puente sobre la ría de Becedo que las dividía y llegaba hasta las atarazanas, los astilleros mandados construir por el rey para aprovechar las maderas de los bosques cantábricos en la construcción de naves. La villa estaba obligada a proporcionar a la monarquía una nao al año.

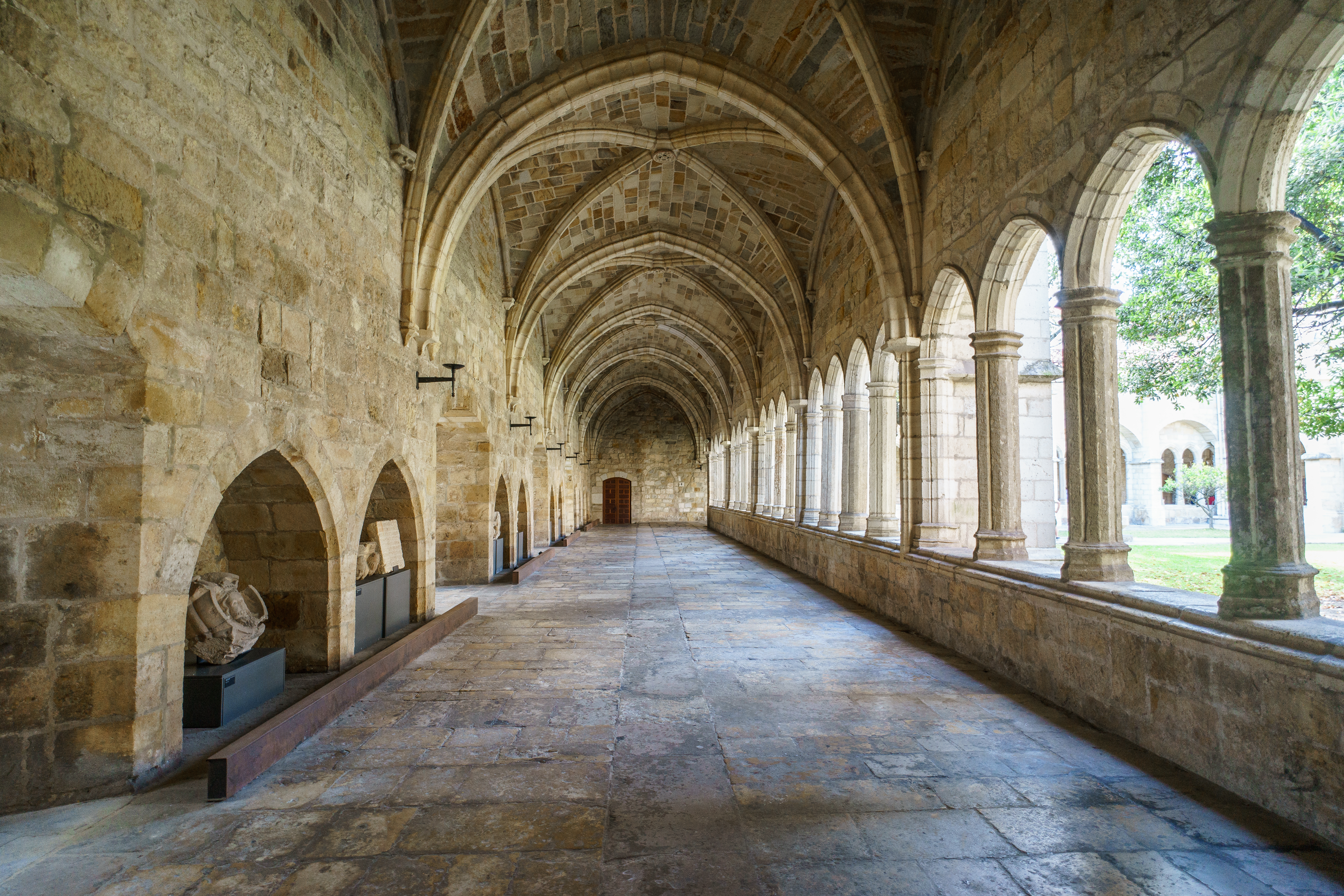
Claustro de la catedral de Santander

En 1217 se iniciaron las obras de construcción de la iglesia principal de la villa en el mismo lugar que las anteriores, donde tras multitud de reformas continuó hasta nuestros días. En 1318 comenzaron las del claustro.
En 1248, Santander participó, junto a otras villas del cantábrico, en la batalla por la conquista de Sevilla, recibiendo como recompensa un escudo de armas que contiene las imágenes de la Torre del Oro y el río Guadalquivir.
El 4 de mayo de 1296, las villas costeras cantábricas formaron la Hermandad de las villas de la marina de Castilla con Vitoria o Hermandad de las marismas, que agrupaba a Santander, Castro-Urdiales, Laredo, Vitoria, Guetaria, San Sebastián, Bermeo y Fuenterrabía. Su objetivo era fortalecer su posición comercial con respecto a la competencia del otro lado del golfo de Vizcaya, sobre todo en el comercio de lanas y harinas con las villas de Flandes e Inglaterra.[cita requerida]
En 1296 y 1311 la villa de Sant Emeterio queda arrasada por dos incendios de los que se salva la abadía. El rey Fernando IV de Castilla exonera de «los diezmos de todas las viandas que viniesen de fuera de los míos reynos» a la villa por tamaña catástrofe.
En el siglo XIV, el Libro de las Merindades de Castilla (conocido como Becerro de las Behetrías) confirma esta condición, la de behetría, para la ciudad, es decir, la define como sólo dependiente de la monarquía, sin deberse a ningún otro señor feudal, exceptuando las prerrogativas del abadengo. Sin embargo, un siglo después, el 25 de enero de 1466, el rey Enrique IV cedió la ciudad al marqués de Santillana, lo cual provocó la sublevación de los habitantes, que consiguieron la revocación de la orden real el 8 de mayo de 1467.
La tensión entre los pueblanos nuevos y viejos, encabezados por los clanes de los Giles y Negretes, obligó a la monarquía en el siglo XV a llevar a cabo una reglamentación del gobierno municipal, que puso en manos de dos alcaldes (uno por puebla) y varios regidores.

En 1372 y tras la victoria en La Rochelle de la flota castellana frente a los ingleses, hacen entrada en el puerto de Santander con la comitiva de Enrique II de Castilla entre los visitantes ilustres. Este hecho goza de gran importancia ya que convierte a Santander en la base naval del Atlántico y dota a la misma de unas importantes Atarazanas Reales, similares a las de Sevilla y las Drassanas de Barcelona.

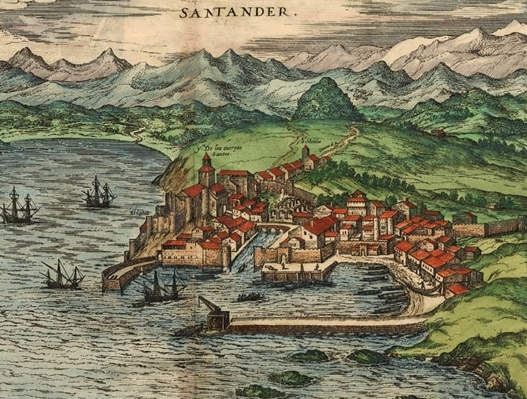
Santander vista por Joris Hoefnagel a finales del. Este grabado es la imagen más antigua de la ciudad

En 1497 hizo escala en la villa la Armada de Flandes para desembarcar a Margarita de Austria, que venía a casarse en Reinosa con el príncipe don Juan, heredero de los Reyes Católicos. La flota trajo también la peste y fallecieron unas 6000 personas, de una población de 8000. La ruina y el despoblamiento no empezarían a aliviarse hasta tres siglos después.
Entre 1596 y 1597, otra epidemia de peste dejó la población en unas 800 personas de un total de 2500 con las que contaba Santander. También a mediados de este siglo XVI hubo una fatal epidemia de la misma enfermedad en la villa.

### Desarrollo comercial y urbano: siglosXVIIIyXIX

#### La formación de la burguesía
Al comenzar el siglo XVIII, la villa de Santander comienza a recuperase de las crisis anteriores, que la habían dejado escasa de población, infraestructuras y lazos comerciales. En el aspecto administrativo, ya en 1653 había conseguido, junto a las otra villas, que se retirase a Laredo la condición exclusiva de cabeza de partido. En 1748, la posición preeminente se consolida con la orden real de construir el llamado camino de las lanas, que uniría Burgos y Santander, lo que convertiría el puerto en centro del comercio del norte.

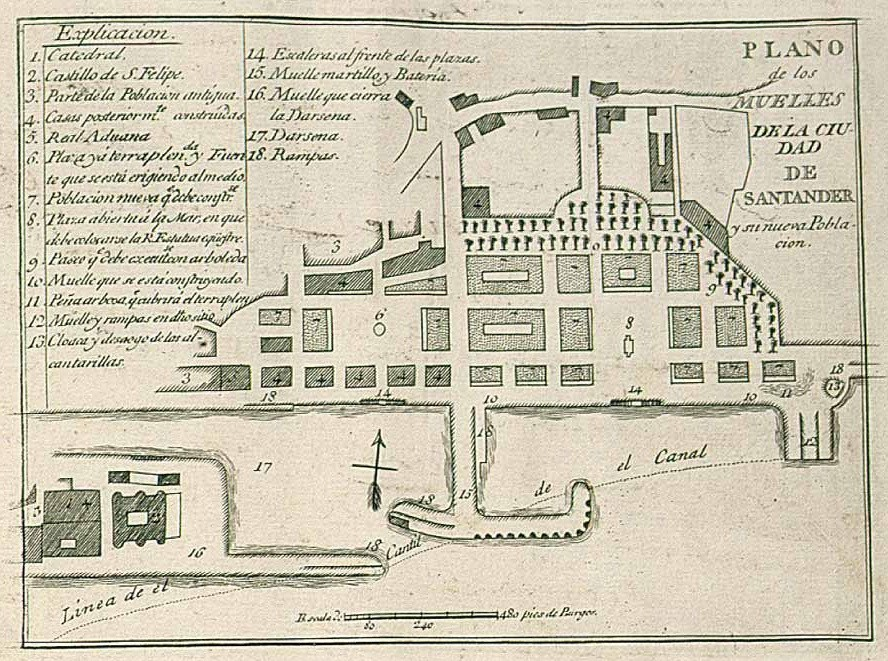
Plano de los muelles de la ciudad de Santander y su nueva Población (1788). Agustín de Colosía

En 1754 el apoyo vino de la Iglesia católica, que la estableció como capital de diócesis y concedió al abad la categoría de obispo, con lo cual la colegiata de los Cuerpos Santos pasó a ser catedral. Además, facilitaba el posterior ascenso a la categoría de ciudad de la villa.
En 1755, Fernando VI otorga a la villa de Santander el título de ciudad, y en 1783 se crea el llamado Consulado de Mar y Tierra de la muy noble y muy leal ciudad de Santander, entidad encargada de regular el tráfico marítimo con otras ciudades según un modelo liberalizado de comercio. A principios del siglo XIX, Santander encabeza los intercambios del norte de la península con los principales puertos americanos.

Este desarrollo económico trajo consigo la formación de una clase burguesa comerciante que iría consiguiendo sucesivamente la regulación administrativa del territorio, primero como Provincia Marítima (1816), y después como provincia de Santander, en 1833. La evolución continuó durante todo el siglo. Se crearon industrias auxiliares de la navegación (jarcias), de harinas, azúcar, cerveza, etc. También se crearon los astilleros de San Martín y la ciudad se fue estructurando según un modelo racional con la ampliación de los terrenos ganados al mar. El complemento de toda esta actividad fue la inauguración en 1851 del ferrocarril de Alar, que amplió aún más el tráfico con Castilla.

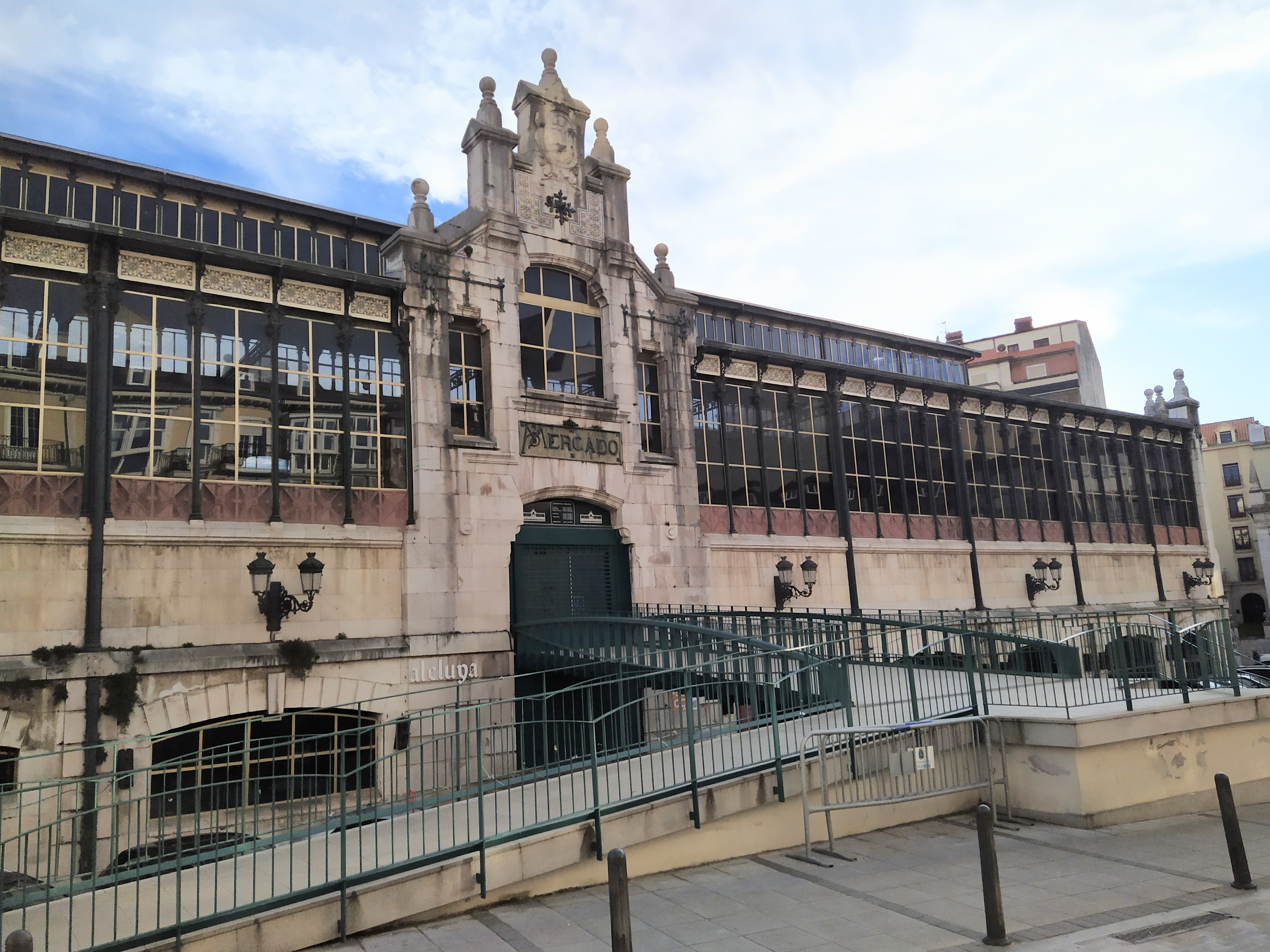
El Mercado de La Esperanza es una muestra de arquitectura modernista de los arquitectos Eduardo Reynals y Juan Moya

Hasta 1900 el desarrollo de Santander irá unido al comercio creciente con los territorios de ultramar españoles, siendo el puerto salida de gran parte de los productos de Castilla. Este auge económico hizo florecer una burguesía mercantil que, desde mediados del siglo XVIII a finales del XIX, impulsa el desarrollo urbano de la ciudad con el ensanche de Santander (que amplía la ciudad hacia el este).

#### El desarrollo turístico de la ciudad

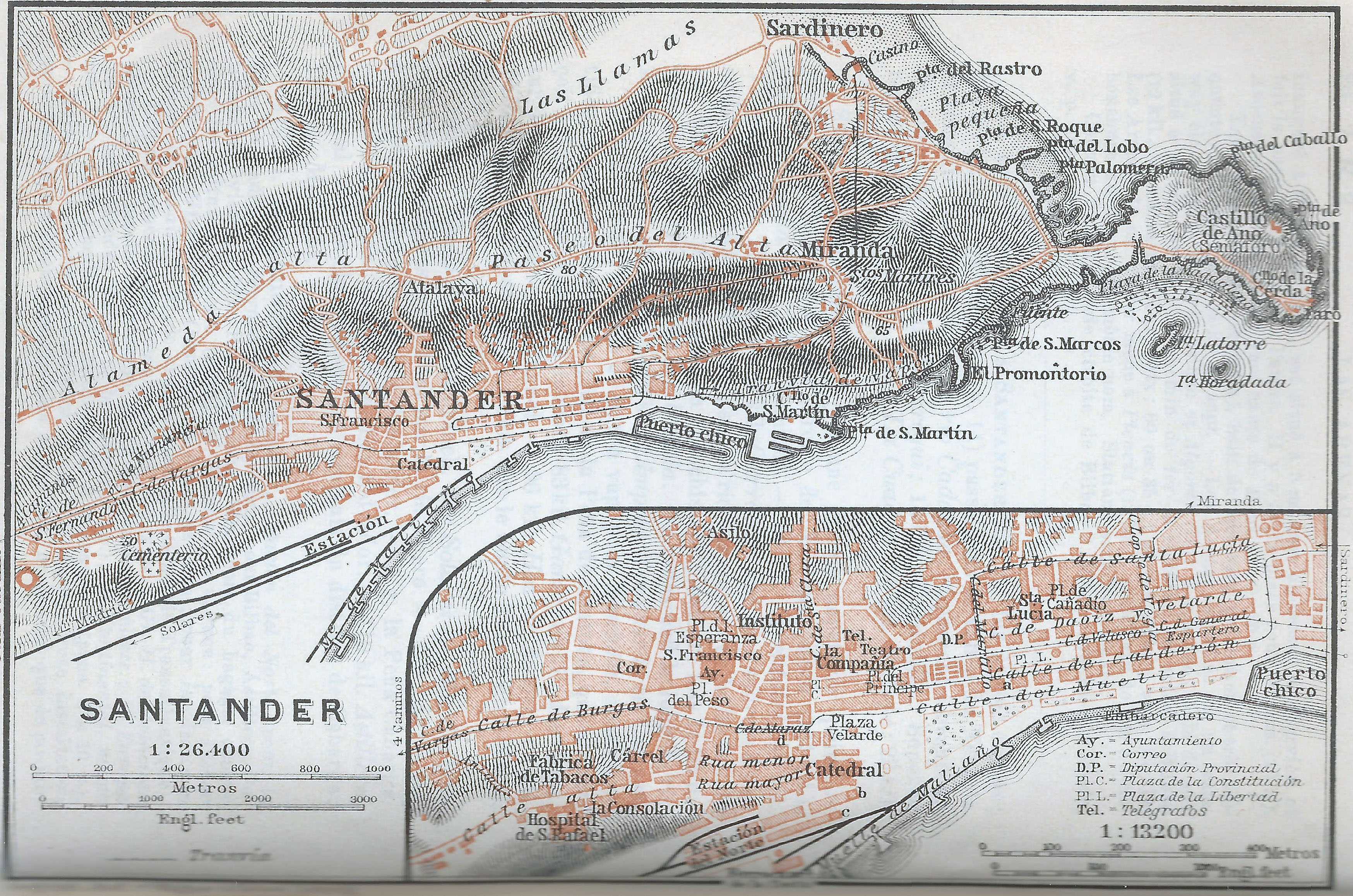
Santander en 1908

Durante la segunda mitad del siglo XIX, aprovechando el auge de las estaciones balnearias entre las clases acomodadas europeas, que introducían un nuevo concepto de ocio asociado a la salud, una serie de iniciativas hosteleras promocionaron Santander en la Corte por sus playas propicias para los baños de ola (la primera temporada se anunció en la prensa en 1847 en un periódico de Madrid) e impulsaron la creación de la ciudad-balneario de El Sardinero, que se consolidó como destino estival de la alta sociedad española a principios del siglo XX. Durante el reinado de Alfonso XIII Santander se convirtió en el lugar de veraneo favorito de la corte. En 1908 la ciudad construyó y regaló al rey el Palacio de la Magdalena.
Actualmente continúa siendo un enclave académico y turístico importante del norte de España. El turismo de Santander procede sobre todo de las regiones vecinas: del norte de Castilla y León, de Asturias y del País Vasco.[cita requerida] El turismo extranjero es fundamentalmente europeo, muy relacionado con las conexiones marítimas de la ciudad con Plymouth y Portsmouth mediante ferri y a los vuelos internacionales punto a punto que operan compañías aéreas desde el aeropuerto de Santander. Son muy populares las playas de El Sardinero y de la península de la Magdalena.

### ElsigloXX

#### Catástrofes y reconstrucción

##### Explosión del Cabo Machichaco

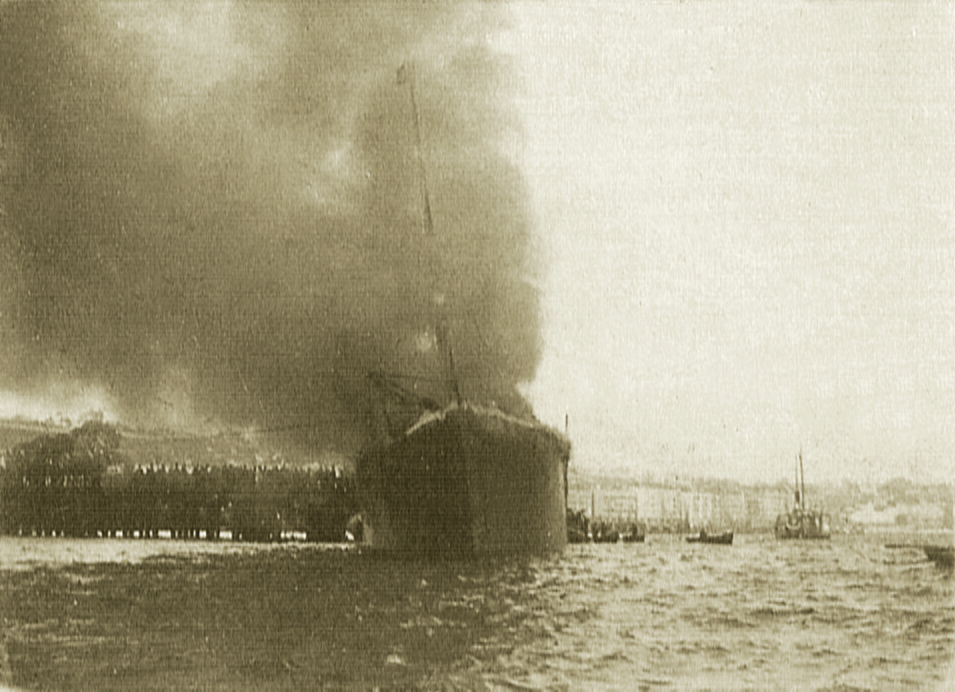
El vapor Cabo Machichaco ardiendo atracado en el muelle en 1893

El día 3 de noviembre de 1893, el buque vizcaíno Cabo Machichaco atracó en el muelle de Santander cargado con 51 toneladas de dinamita en la bodega y depósitos de ácido sulfúrico en cubierta. La normativa sobre mercancías peligrosas venía siendo incumplida sistemáticamente por autoridades y fletadores. A mediodía, se declaró un incendio en el barco que atrajo a las tripulaciones de otros barcos (como el vapor Alfonso XIII construido en 1889), equipos de extinción, autoridades (incluido el gobernador civil) y curiosos. Poco después se produjo la explosión de la carga. El balance fue de 590 muertos y 525 heridos. Cabe destacar que en aquel momento había 50 000 habitantes censados en la ciudad. Destruyó las primeras hileras de casas alrededor del muelle, y se cuenta que el ancla del buque cayó cerca de Cueto, a varios kilómetros de distancia.

##### El incendio de 1941

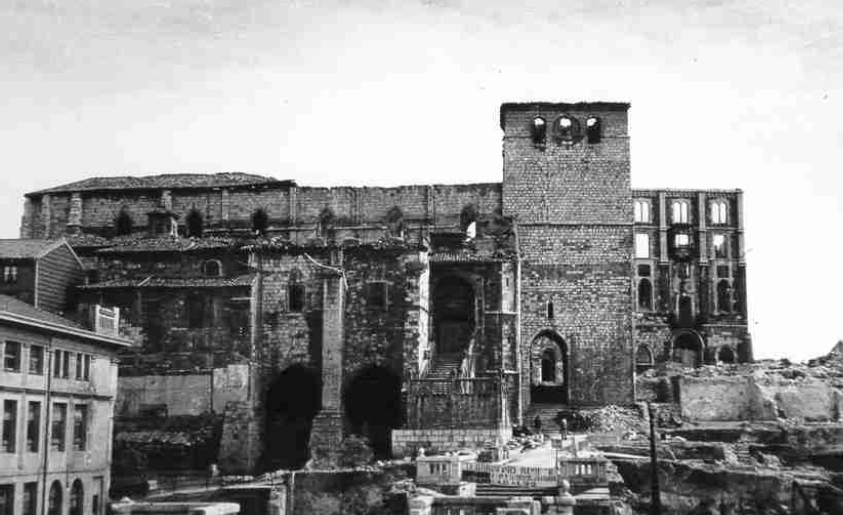
La catedral de Santander tras el incendio de 1941

Posteriormente, en 1941 se produjo un incendio que, iniciado en la madrugada del 15 al 16 de febrero en la calle Cádiz, en las proximidades de los muelles, y avivado por un fuerte viento sur, arrasó durante dos días toda la parte histórica de la ciudad, cuyas calles estrechas y casas de estructuras de madera y fachadas con miradores facilitaban la difusión de las llamas. En esta ocasión hubo una sola víctima, un bombero madrileño llamado Julián Sánchez García, que intervino en labores de extinción y que falleció en el hospital de Valdecilla tras una leve recuperación. Miles de familias perdieron sus hogares y la ciudad quedó sumida en el caos.
El incendio destruyó la mayor parte de la puebla medieval (37 calles que ocupaban 14 hectáreas, en la zona de mayor densidad de población) y su reconstrucción estuvo precedida por un proceso de renovación urbana que cambió parte importante de la configuración de la ciudad. La necesidad de alojar a un importante número de familias que se quedaron sin casa tras el incendio dio lugar a una expansión urbana y a una configuración organicista de Santander. Así, además de varios edificios y ampliaciones de calles, entre 1941 y 1950 se crearon los barrios de Santos Mártires (162 viviendas), José María de Pereda (111), Pedro Velarde (348), el Poblado Canda-Landaburu (200) y el Poblado de Pescadores Sotileza (294).

## Demografía
Santander cuenta con una población de 173 635 habitantes (INE 2024).
| Gráfica de evolución demográfica de Santander entre 1842 y 2021                                                     |
| |
| Población de derecho según los censos de población del INE Población de hecho según los censos de población del INE |

Su tendencia demográfica está en descenso desde 1991 ya que la caída de la natalidad y el leve incremento de la mortalidad por el elevado número de población adulta (en 1996 la edad media era de 40 años). Sin embargo, este decrecimiento de la población natural, se compensa con índice de inmigración extranjera muy positivo. Así mismo, la escasez de viviendas en la capital y sus altos precios ha traído parejo un desplazamiento de la población en edad fértil hacia los municipios de la periferia, en especial al denominado «Arco de la bahía de Santander», de 250 000 habitantes, y al eje conurbano Santander-Torrelavega, de 380 000 habitantes.
Más del 70 % de la población activa trabaja en el sector terciario, por lo que la dependencia económica del comercio y los servicios es muy alta en Santander, especialmente dependiente de sectores estacionales ligados al turismo, como la hostelería.
Santander es una de las ciudades más seguras de España con una tasa de delitos de las más bajas del país (36,2 infracciones penales por cada 1000 habitantes frente a las 50 de la media nacional y las 70 de la Unión Europea).

### Área metropolitana de Santander
Según un estudio de la Universidad de Cantabria de 2007, el área metropolitana estaría formada por el municipio de Santander y por otros ocho: Camargo, Santa Cruz de Bezana, El Astillero, Piélagos, Marina de Cudeyo, Villaescusa, Medio Cudeyo y Ribamontán al Mar.
Según datos demográficos del INE de 2024, su población sería de 284 506 habitantes.

## Administración y política

### Gobierno municipal
De junio de 2007 a noviembre de 2016 ocupó el cargo de alcalde de Santander Íñigo de la Serna, del Partido Popular (PP), siendo sustituido por Gema Igual cuando este fue nombrado ministro de Fomento. Los partidos políticos más relevantes en el ámbito local, además del PP, son el Partido Socialista de Cantabria-PSOE, cuyo actual portavoz en el pleno es Judith Pérez Ezquerra, el Partido Regionalista de Cantabria con José María Fuentes-Pila. A lo largo de su historia los partidos políticos más influyentes han sido los del ala derecha ideológica, sobre todo el PP. Por eso el Partido Popular de Cantabria gobierna la ciudad desde 1983.
Se considera a Santander como una ciudad mayoritariamente conservadora, pues a lo largo de su historia democrática los partidos conservadores siempre han ganado las elecciones y en la mayoría de casos con amplísimas diferencias sobre sus competidores. Santander es la zona de Cantabria donde más apoyos electorales tiene la derecha, a pesar de que las zonas rurales de Cantabria son también en general bastante conservadoras. El Ayuntamiento de Santander se estructura en diferentes áreas: de hacienda, patrimonio y seguridad ciudadana; de urbanismo; de función pública, régimen interior y cultura; de desarrollo económico, formación y empleo; social, participación ciudadana y drogodependencias; de acción ciudadana; y de gestión de las empresas municipales. El ayuntamiento celebra plenos ordinarios cada mes, aunque con frecuencia se celebran plenos extraordinarios, con el fin de debatir temas y problemas que afectan al municipio.
La deuda viva del ayuntamiento ascendía a la cantidad de 112 millones de Euros a fecha 6 de marzo de 2015, según el informe del Ayuntamiento.
Tras las elecciones municipales del año 2015, el PP perdió la mayoría absoluta después de décadas, aunque finalmente logró la alcaldía gracias a la abstención de Ciudadanos. La corporación municipal está formada por 27 miembros, 13 del PP, 5 del PSC-PSOE, 4 del PRC, 2 de Ciudadanos, 2 de Ganemos Santander Sí Puede, marca cercana a Podemos pero sin relación con ésta y 1 de IU. En las elecciones de 2019, el PP bajó hasta los 11 concejales pero un pacto de coalición con Ciudadanos (2 concejales) permitió que los populares continuaran al frente de la alcaldía. La siguiente tabla muestran los resultados de las elecciones municipales celebradas en 2019

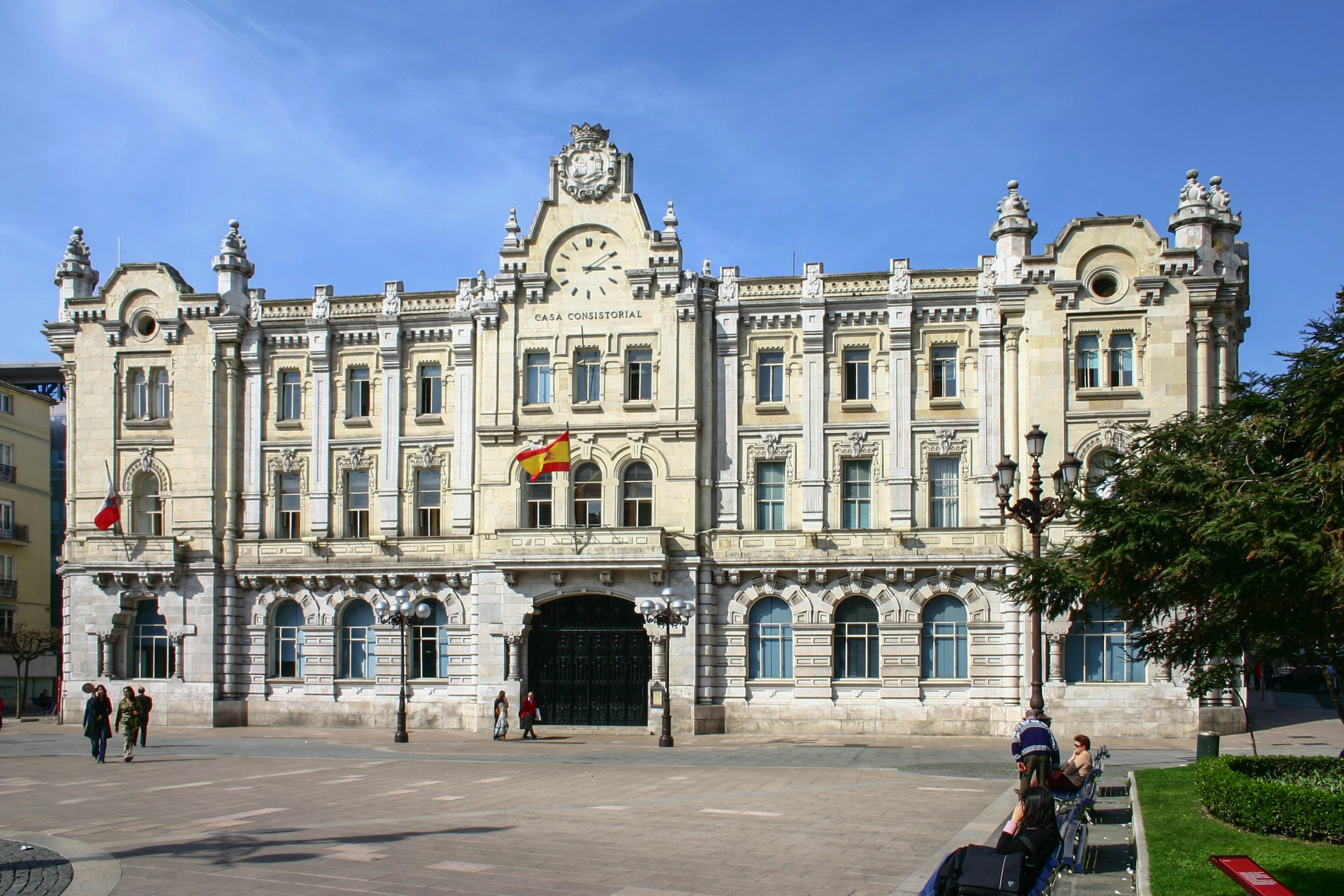
Sede del Ayuntamiento de Santander, ubicada en el centro de la ciudad

| Periodo   | Nombre                         | Partido | Partido                           |
| --------- | ------------------------------ | ------- | --------------------------------- |
| 1979-1983 | Juan Hormaechea Cazón          |         | Unión de Centro Democrático (UCD) |
| 1983-1987 | Juan Hormaechea Cazón          |         | Alianza Popular (AP)              |
| 1987-1991 | Manuel Huerta Castillo         |         | Alianza Popular (AP)              |
| 1991-1995 | Manuel Huerta Castillo         |         | Partido Popular (PP)              |
| 1995-2007 | Gonzalo Piñeiro García-Lago    |         | Partido Popular (PP)              |
| 2007-2016 | Íñigo de la Serna Hernaiz      |         | Partido Popular (PP)              |
| 2016-2016 | César Díaz Maza (en funciones) |         | Partido Popular (PP)              |
| 2016-act. | Gema Igual Ortiz               |         | Partido Popular (PP)              |

| Partido político                                           | 2023   | 2023  | 2023       | 2019   | 2019  | 2019       | 2015   | 2015  | 2015       | 2011   | 2011  | 2011       | 2007   | 2007  | 2007       |
| Partido político                                           | Votos  | %     | Concejales | Votos  | %     | Concejales | Votos  | %     | Concejales | Votos  | %     | Concejales | Votos  | %     | Concejales |
| Partido Popular (PP)                                       | 37 773 | 43,40 | 14         | 31 158 | 35,22 | 11         | 36 040 | 40,76 | 13         | 52 657 | 56,24 | 18         | 51 177 | 51,95 | 15         |
| Partido Socialista Obrero Español (PSOE)                   | 18 141 | 20,84 | 6          | 20 532 | 23,21 | 7          | 15 518 | 17,55 | 5          | 15 874 | 16,95 | 5          | 25 174 | 25,55 | 7          |
| Vox                                                        | 10 621 | 12,20 | 3          | 4813   | 5,44  | 1          | 611    | 0,69  | 0          | —      | —     | —          | —      | —     | —          |
| Partido Regionalista de Cantabria (PRC)                    | 9621   | 11,05 | 3          | 16 810 | 19,00 | 5          | 13 616 | 15,40 | 4          | 13 703 | 14,63 | 4          | 16 977 | 17,23 | 5          |
| Podemos-Izquierda Unida (IU)-Santander Sí Puede (SSP)-Equo | 4604   | 5,28  | 1          | 5350   | 6,05  | 1          | 4863   | 5,50  | 1          | 4175   | 4,46  | 0          | 1822   | 1,85  | 0          |
| Ciudadanos (CS)                                            | 2046   | 2,35  | 0          | 7853   | 8,88  | 2          | 7370   | 8,34  | 2          | —      | —     | —          | —      | —     | —          |
| Ganemos                                                    | —      | —     | —          | 278    | 0,31  | 0          | 6029   | 6,82  | 2          | —      | —     | —          | —      | —     | —          |

### Organización territorial

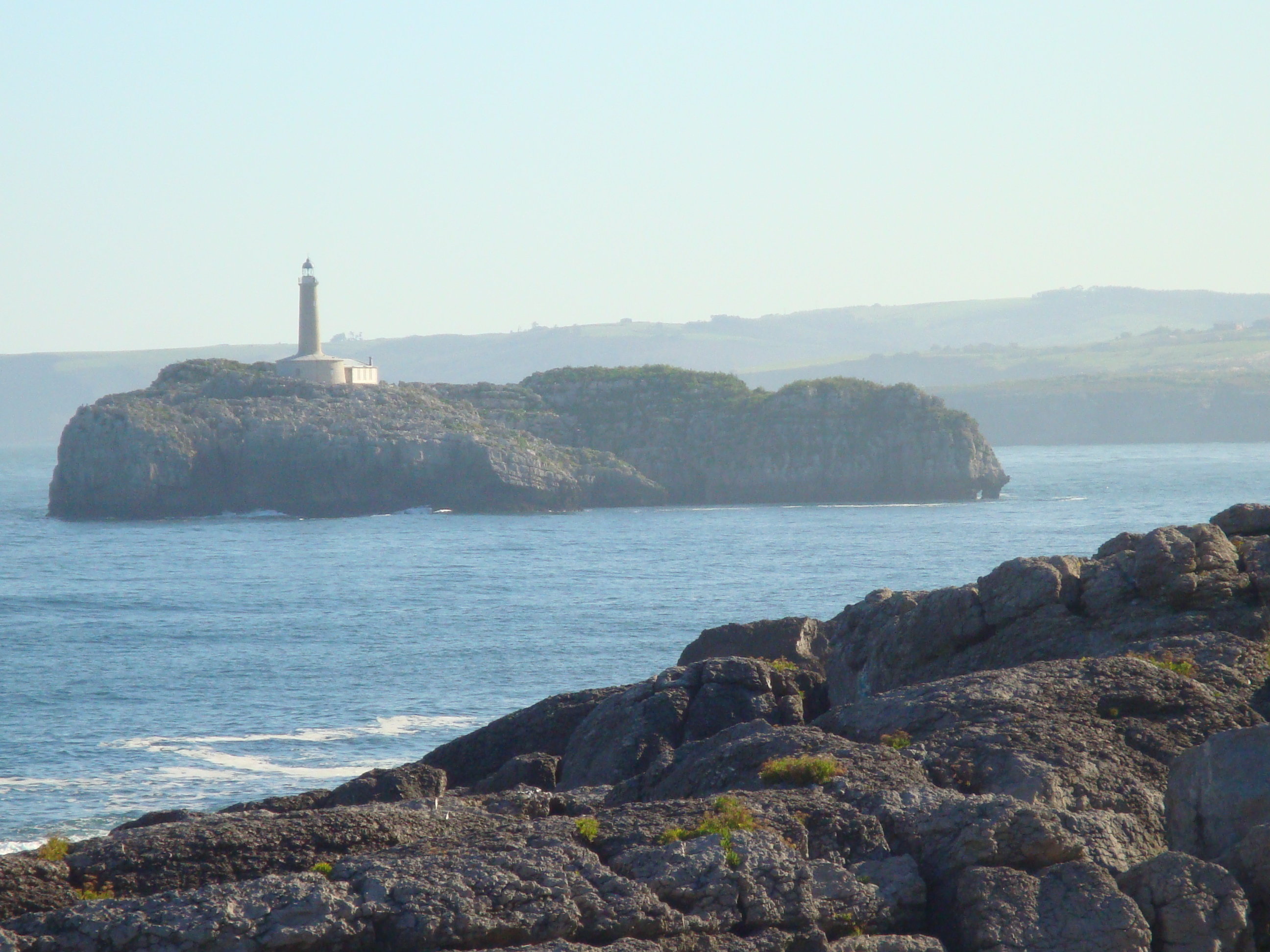
Faro de la isla de Mouro

El municipio de Santander comprende, según el nomenclátor del INE, la ciudad de Santander y los lugares de Cueto, Monte, Peñacastillo y San Román. Santander posee varios barrios que no están ordenados administrativamente ni tienen unos límites concretos, pero algunos de ellos sí que tienen cierta personalidad que les diferencia de las demás zonas de la ciudad.
- El Sardinero

Es el barrio más turístico de Santander y en el vive población de clase acomodada. En él se encuentra el estadio de El Real Racing Club de Santander, así como las playas de El Sardinero, La Concha, Mataleñas, El Camello y La Magdalena. En él también se encuentra el Palacio Real de la Magdalena acompañado de varias casas de la Belle epoque.
- Santander (centro urbano)

En él vive la mayor parte de la población, aunque es una de las zonas en las que más decae el crecimiento natural debido al envejecimiento de la población y al elevado coste de la vivienda, que provoca el desplazamiento de la población joven hacia zonas de la periferia. Sus barrios son: Cabildo de Arriba, Centro, Cuatro Caminos y Puertochico.
- Castilla-Hermida

Aunque no es el centro de la ciudad, está bastante cerca de él y bien comunicado. Antaño barrio de pescadores y clase trabajadora, hoy está integrado en la ciudad.
- El Alisal

Es un barrio bastante nuevo. En él se encuentra el parque científico tecnológico, donde se encuentra el campus de la Universidad Europea del Atlántico. Abunda la población joven.
- Cazoña

Tal y como aseguran algunas fuentes, el nombre de Cazoña podría proceder del de Carazoña.
Consta de varios colegios y guarderías, un instituto, varias zonas comerciales, un hospital y centro de salud, un cementerio protestante y numerosos parques. Destaca por sus buenas comunicaciones, sus espacios abiertos y su tranquilidad.
- Entorno Cueto-Las Llamas

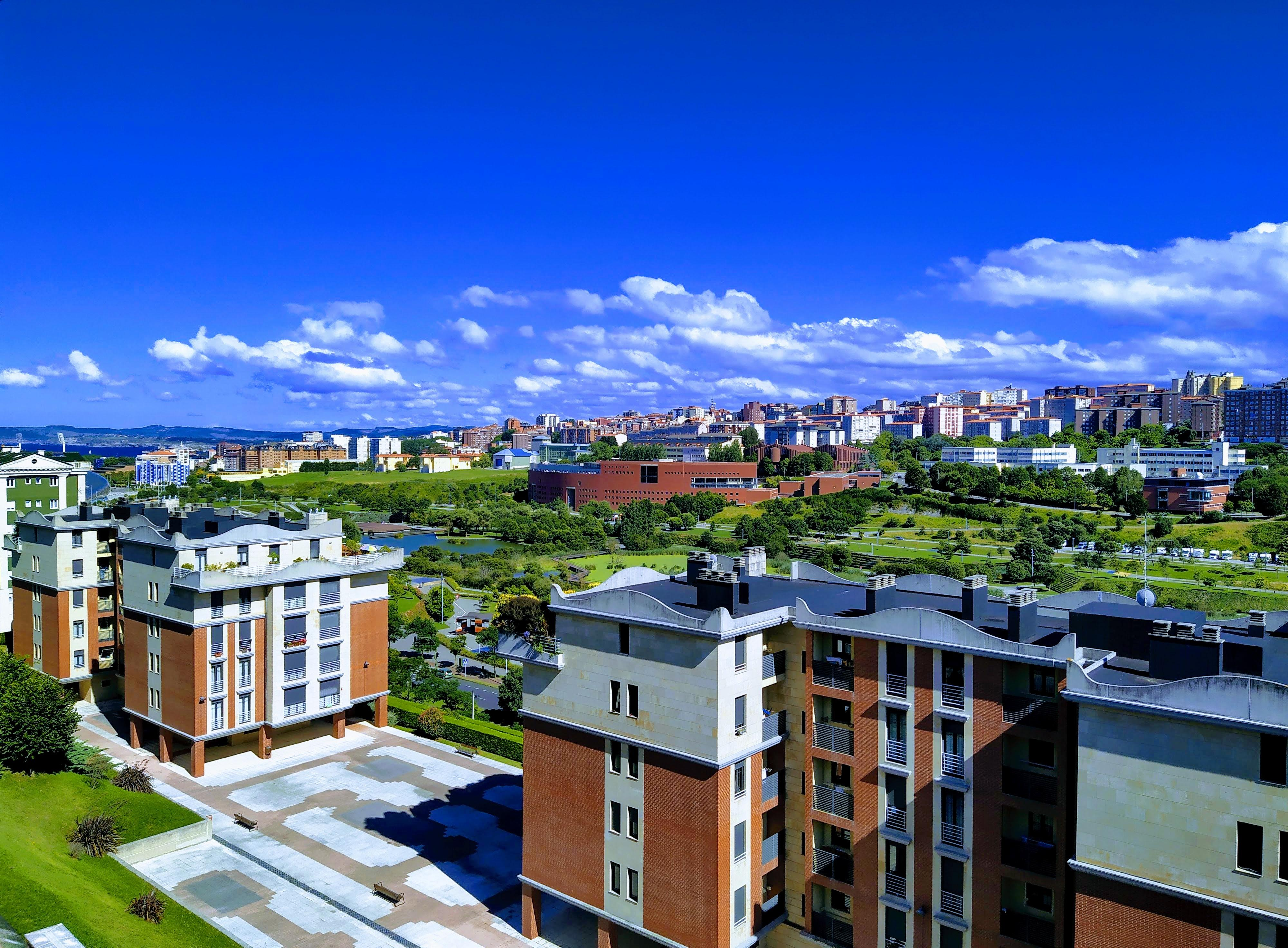
Barrio residencial de la ciudad en la zona de Cueto-Las Llamas

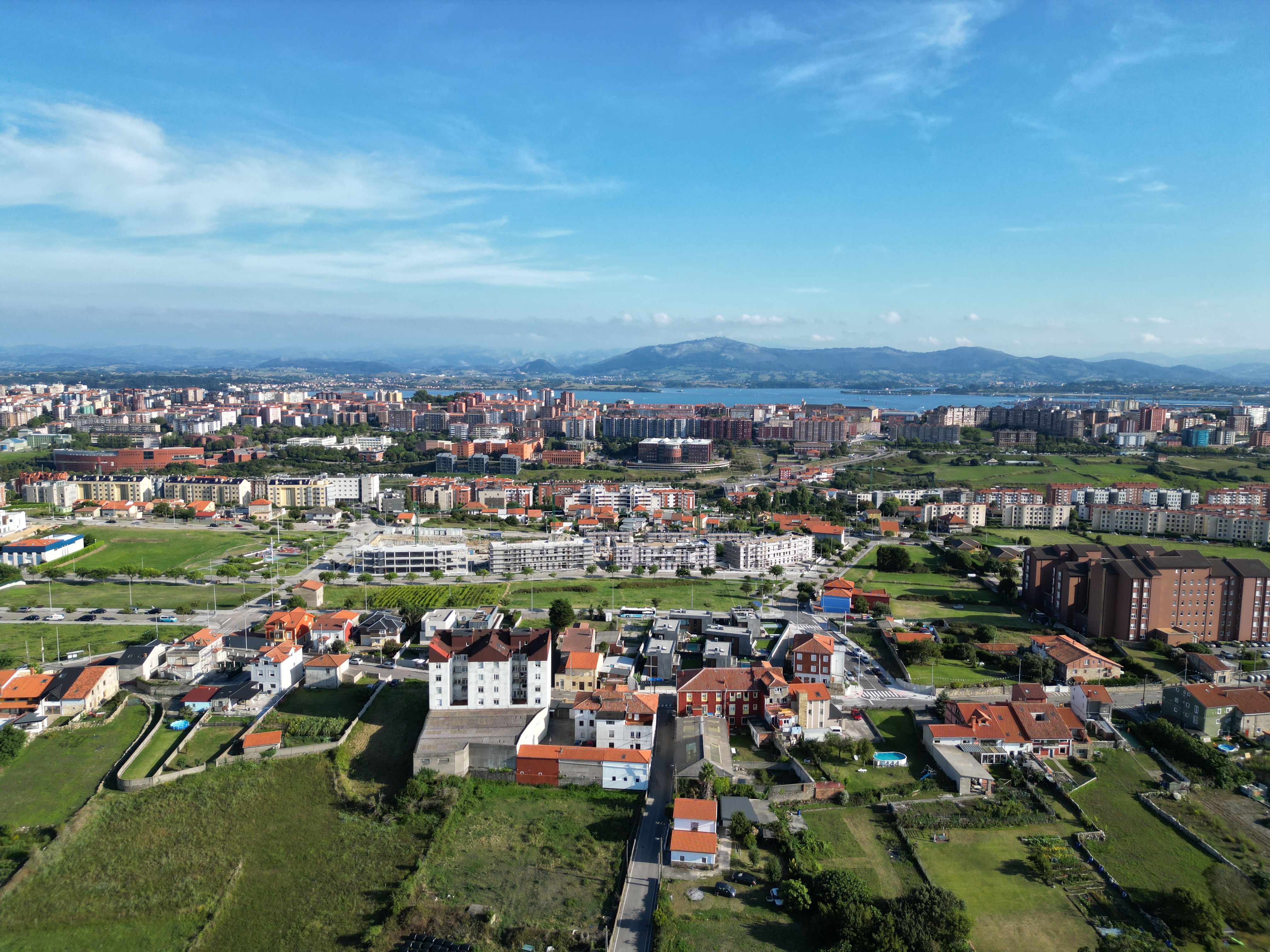
Barrio La Pereda

Este barrio está situado alrededor del parque atlántico de Las Llamas, un gran parque de 11 hectáreas que tendrá unas 35 en un futuro. Se sitúa desde la avenida Constitución, incluyendo la zona de expansión de Valdenoja, hasta la avenida de los Castros. Barrios: La Pereda, Valdenoja, Fumoril.
- Monte

Esta localidad limita con Cueto, San Román y la Vaguada de las Llamas. Cuenta con playas como La Maruca. Los barrios de esta localidad son: Corbanera, Aviche, Bolado y San Miguel.
- Peñacastillo

Se encuentra rodeando la peña de Peñacastillo, una montaña situada dentro del área urbana en la que se puede apreciar unas preciosas vistas de la ciudad. Se caracteriza por contener los principales centros comerciales de la ciudad (C. C. Peñacastillo, El Corte Inglés...) En el centro del barrio se pueden observar antiguas casas rurales, así como un amplio contraste con las nuevas grandes edificaciones de sus alrededores. Barrios: Nuevo Parque, Primero de Mayo, Nueva Montaña, Ojaiz, Adarzo, Camarreal, Lluja, El Empalme, La Lenteja, Campogiro-La Remonta.
- San Román de la Llanilla

Se trata de una zona de chalés y pareados que se encuentra en el límite entre lo urbano y lo rural. Barrios: Latorre, Somonte, Corban, El Somo, La Llanilla, El Mazo, Canda Landáburu, Lavapiés, La Gloria, La Sierra, La Candía, Corceño, La Cuevona, Pintores Montañeses, La Garita, La Canal, El Campizo, La Sota, La Regata y La Cavaduca (barrios existentes hasta 1986 cuando hubo una reordenación de calles eliminando unas y renombrando otras).

## Economía

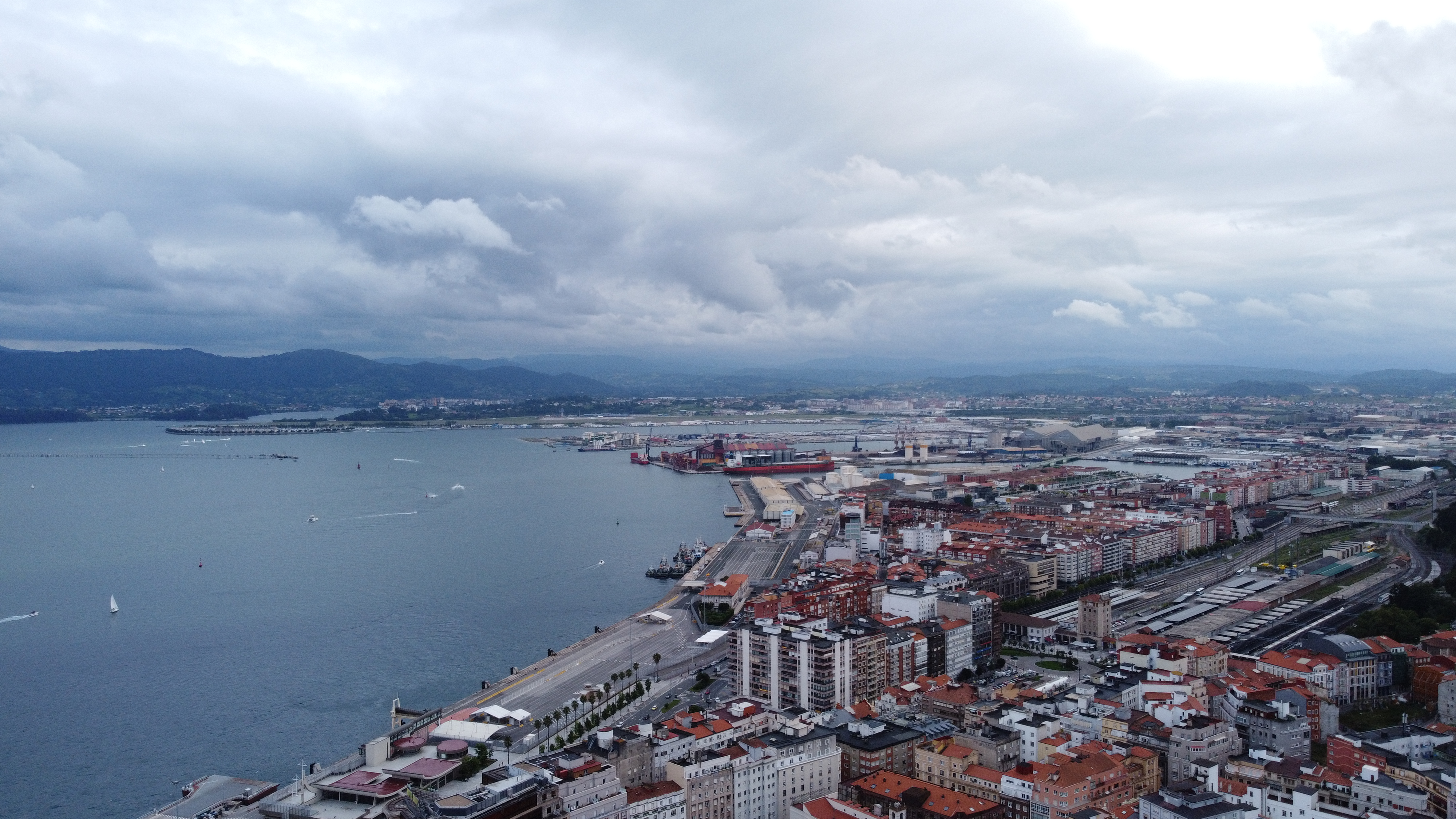
Puerto de Santander

Como centro de servicios a escala regional, en Santander se localizan importantes instituciones públicas y entidades privadas con un gran número de empleados: Hospital Universitario Marqués de Valdecilla, la Universidad de Cantabria, Banco Santander, etc. Las actividades relacionadas con la cultura, el ocio y el turismo son un importante relieve en la economía de la ciudad y desde el gobierno regional como municipal se intenta complementar la estacionalidad en verano de los visitantes con nuevas ofertas como son la atracción de convenciones, congresos, festivales culturales y escalas de cruceros marítimos.

## Servicios

### Comunicaciones

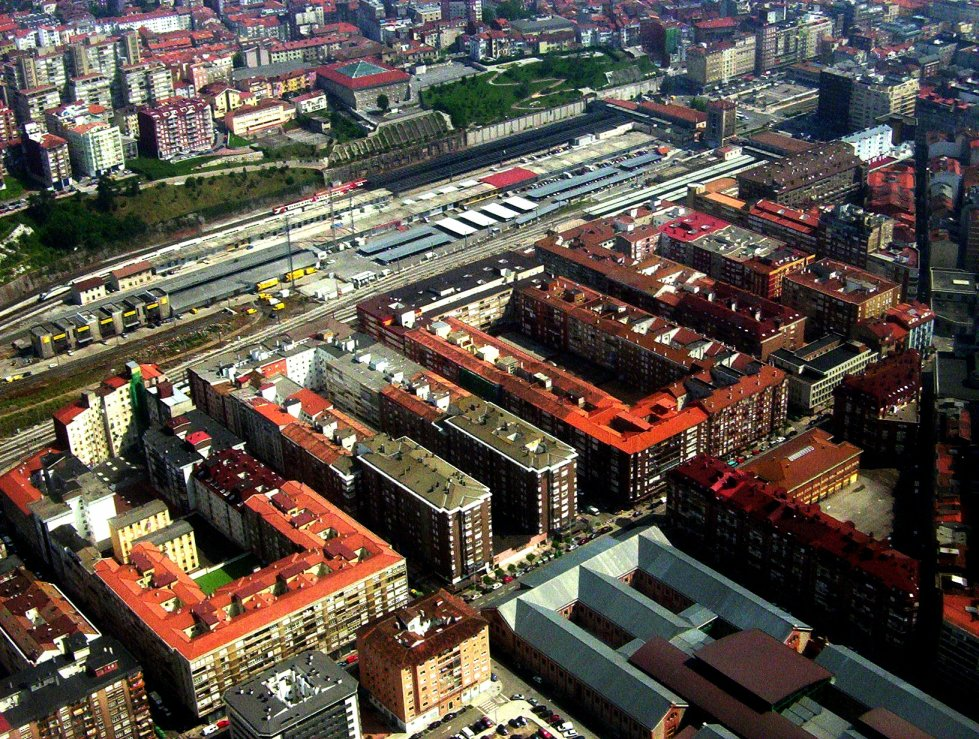
Vista aérea de las estaciones de ferrocarriles de Santander

La red de transportes de Santander se basa en varias líneas de autobuses urbanos, gestionados por la empresa municipal Transportes Urbanos de Santander (TUS). Esta empresa fue nombrada Empresa del año 2006 por la revista Autobuses&Autocares (premio nacional que anualmente otorga dicha revista). En 2011 se contabilizaron 19 501 017 de viajeros.
Por otro lado, se planeaba la construcción del Metro de Santander, compuesto por líneas de metro ligero, proyecto que al final nunca se llevó a cabo. Sin embargo, la ciudad cuenta con una extensa red de rampas y escaleras mecánicas para reducir el desnivel de muchas de sus calles, y un funicular inaugurado en julio del 2008.
Santander tiene comunicación con los núcleos del área metropolitana mediante tres líneas de cercanías (una operada por Renfe Cercanías —de ancho ibérico— y dos operadas por Renfe Cercanías AM —de ancho métrico, heredadas de la extinta FEVE—) y varias líneas de autobuses. En cuanto a las comunicaciones interurbanas, destacan las autovías A-8, A-67 y los ferrocarriles de ancho ibérico y ancho métrico de Adif, especialmente los de Renfe Operadora, compañía en la que destacan los trenes Alvia con destino Alicante vía Madrid.
En 2017, el ministro de fomento Íñigo de la Serna anunció el proyecto para conectar Santander con Madrid mediante una combinación de Alta Velocidad Española, que llegaría hasta Aguilar de Campoo en la frontera cántabra con Palencia, y un tren de altas prestaciones que cruzaría la complicada orografía de la región. El trayecto está estimado en no exceder las 3 horas.
Santander cuenta con una buena conexión a la red nacional de autovías y autopistas que la hacen estar bien comunicada con otras localidades tanto de Cantabria como del resto de España.

| Tipo             | Identificador | Denominación | Itinerario                                                                                 |
| ---------------- | ------------- | --- | ------------------------------------------------------------------------------------------ |
| Autovías         | S-10          | Acceso sur a Santander | Santander - Solares                                                                        |
| Autovías         | S-20          | Acceso norte a Santander: | Bezana - La Albericia                                                                      |
| Autovías         | S-30          | Ronda de la bahía de Santander | San Salvador - La Albericia                                                                |
| Autovías         | A-8           | Autovía del Cantábrico: Tiene acceso a Santander a través de la S-10, conectada con la A-8 a la altura del municipio de Solares; y a través de la S-30, desde San Salvador hasta El Alisal y La Albericia pasando por la S-20. | Baamonde - Avilés - Gijón - Llanes - Torrelavega - Solares - Bilbao - San Sebastián e Irún |
| Autovías         | A-67          | Autovía Cantabria-Meseta: Tiene acceso a Santander a través de la S-10 y S-20, conectadas con la A-67 en el municipio de Santa Cruz de Bezana.                                                                                 | Santander - Torrelavega - Reinosa - Aguilar de Campoo - Palencia - Venta de Baños.         |
| Otras carreteras | N-611         | Carretera Cantabria-Meseta | Santander - Torrelavega - Reinosa - Aguilar de Campoo - Palencia - Venta de Baños          |
| Otras carreteras | N-623         | Carretera Burgos-Santander | Burgos - Valle de Valdebezana - Puerto del Escudo - Piélagos Santander                     |
| Otras carreteras | CA-130        | Carretera autonómica Cajo - Peñacastillo | Cajo - El Empalme - Peñacastillo                                                           |
| Otras carreteras | CA-230        | Carretera autonómica La Albericia - El Sardinero | La Albericia - El Sardinero                                                                |
| Otras carreteras | CA-231        | Carretera autonómica Santander - Liencres | Santander - Liencres                                                                       |

#### Transporte marítimo

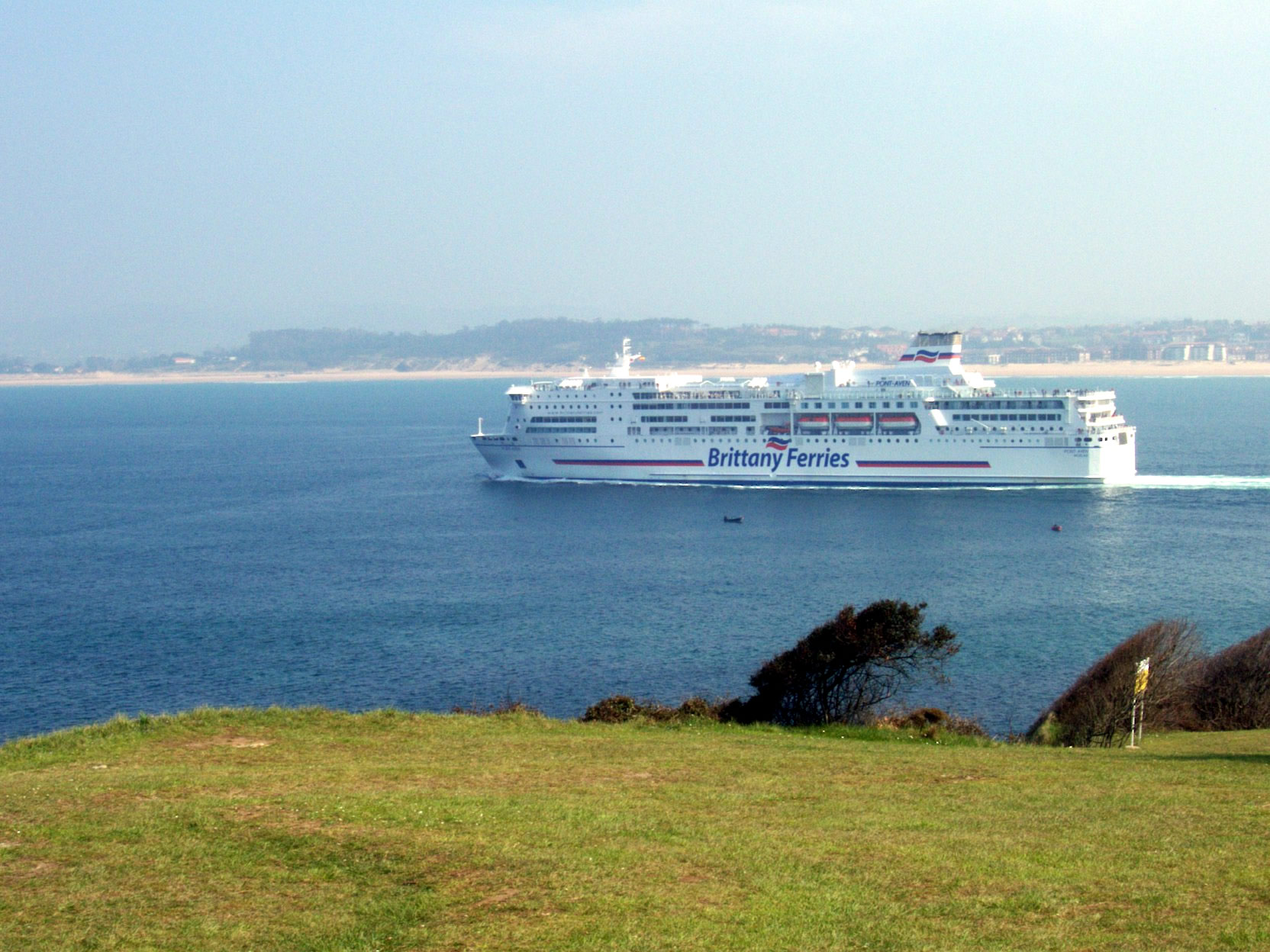
El Pont-Aven, buque de la naviera Brittany Ferries, saliendo de la bahía de Santander

Santander tiene tres líneas de transbordador que conectan la capital cántabra con las ciudades inglesas de Plymouth, Portsmouth y la ciudad irlandesa de Cork. Estos viajes son llevados a cabo por la naviera bretona Brittany Ferries. Por otro lado, existe un servicio regular de lanchas Santander - Pedreña - Somo llevado a cabo por Los Reginas S.A.

#### Aeropuerto
Por último, cabe destacar el aeropuerto de Santander, conocido también como Severiano Ballesteros, que se encuentra en el vecino municipio de Camargo, construido sobre terrenos de marisma aterrados de la bahía de Santander y que fue abierto al tráfico en 1977.

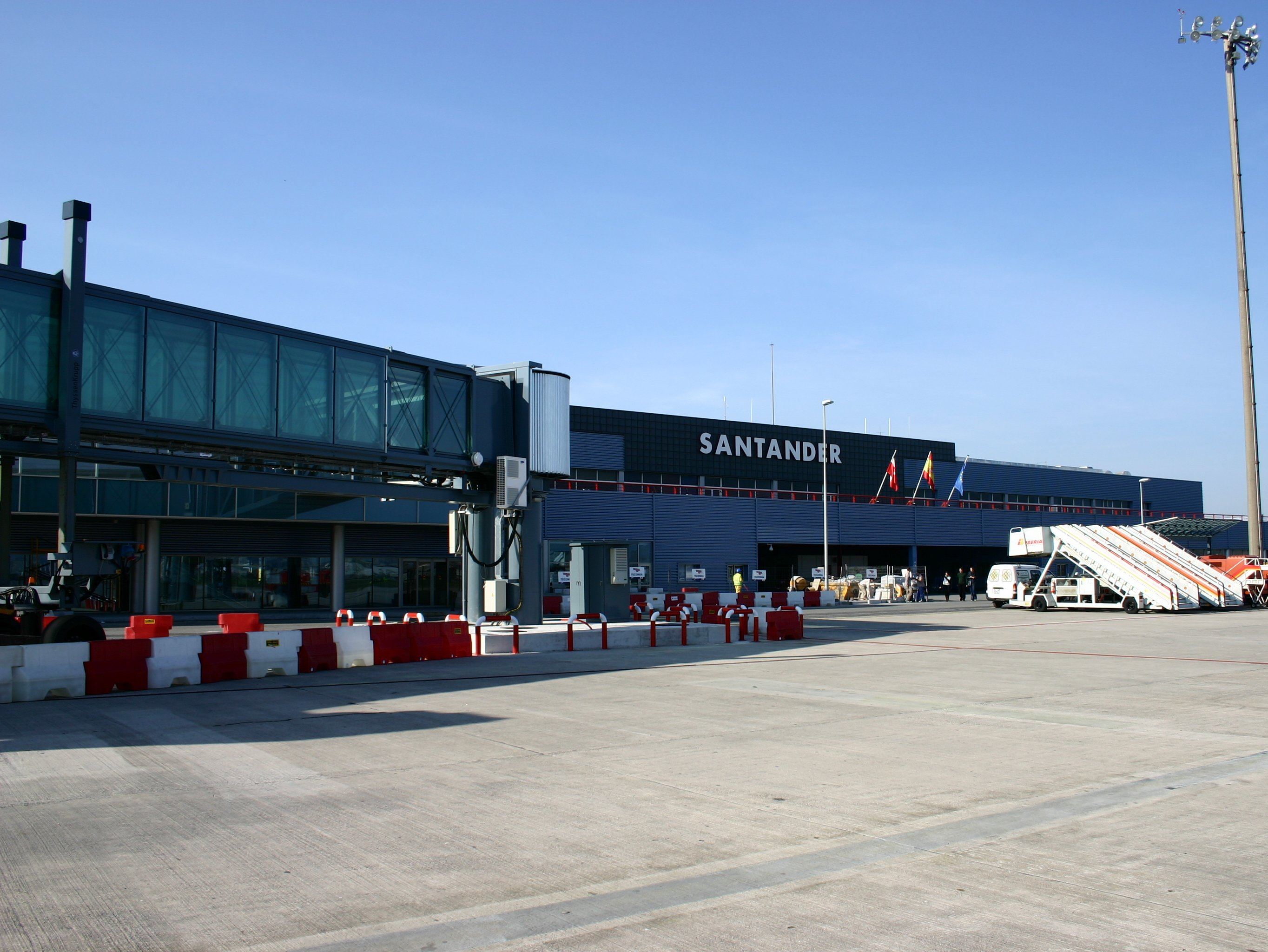
Aeropuerto de Santander

Hasta el año 2003 las instalaciones se consideraban infrautilizadas debido a los escasos vuelos, lo que hacía que los potenciales pasajeros se desplazasen hasta el aeropuerto de Bilbao. A partir de esta fecha, y a raíz de un acuerdo firmado entre el Gobierno de Cantabria y la aerolínea de bajo coste Ryanair que comenzó a operar en Santander a cambio de una cuantiosa subvención, el incremento en el número vuelos que operan hoy en día y el abaratamiento de los billetes ha aumentado considerablemente el tránsito de pasajeros tanto nacionales (en menor medida) como internacionales.
En el año 2012 el aeropuerto alcanzó los 1 117 617 pasajeros, creciendo un 0,1 % con respecto al año anterior y teniendo un equilibrio de usuarios entre vuelos nacionales e internacionales. Esto supuso una gran mejora en cuanto a afluencia de pasajeros en el aeropuerto.
Los destinos desde el aeropuerto de Santander son:
| Aerolíneas                     | Destinos |
| ------------------------------ | --- |
| Iberia operado por Air Nostrum | Madrid-Barajas, París Charles de Gaulle |
| Ryanair                        | Aeropuerto de Barcelona, Bruselas Sur-Charleroi, Londres-Stansted, Bérgamo-Orio al Serio, Palma de Mallorca, Beauvais-Tillé, Dusseldorf-Weeze, Roma-Ciampino, Sevilla, Tenerife Sur, Valencia Temporada: Dublín, Fráncfort-Hahn, Berlín, Edimburgo, Málaga-Costa del Sol, Gran Canaria, Lanzarote |
| Vueling                        | Barcelona temporada: Alicante |
| Volotea                        | Venecia- Marco Polo temporada: Menorca, Ibiza |

## Patrimonio

Muelles de Albareda y Maura, con la Grúa de Piedra y el Centro Botín

La antigua Grúa de Piedra, construida en 1900 en el muelle de Maura, sirvió durante décadas para la carga y descarga de todo tipo de barcos. Hoy en día es uno de los símbolos de la ciudad

En este municipio, hay varios bienes de interés cultural:
- Catedral de Nuestra Señora de la Asunción, con categoría de monumento.
- Museo de Prehistoria y Arqueología de Cantabria, monumento, en el que además se encuentra un bien mueble especialmente protegido: el tesorillo altomedieval de Ambojo, así como una réplica de la pátera de Otañes.
- Museo municipal de Bellas Artes, monumento.
- Torre, murallas y conjunto monumental de la casa noble de los Riva-Herrera, en Pronillo, monumento.
- Palacio de la Magdalena y sus jardines, monumento.
- Biblioteca y casa-museo de Menéndez Pelayo, monumento.
- Convento de las Madres Clarisas de Santa Cruz (Tabacalera), monumento.
- Hospital de San Rafael (sede del Parlamento de Cantabria), monumento.
- Mercado del Este, monumento.
- Iglesia de Santa Lucía, monumento.
- Parroquia de la Anunciación (La Compañía), monumento.
- El dique de Gamazo, monumento.
- Seminario de Monte Corbán, monumento.
- Paseo de Pereda, con categoría de conjunto histórico.
- Una zona de El Sardinero, conjunto histórico.
- Iglesia de San Francisco, patrimonio artístico-religioso de Cantabria.
- Cartulario de San Salvador de Oña (Burgos), conservado en el Archivo Histórico Provincial de Cantabria.
- Cartulario del monasterio de Santa María de Piasca, conservado en la biblioteca municipal de Santander.
- Castillo de Corbanera, monumento.

Además, hay en el municipio varios bienes inventariados:
- Iglesia de la Virgen del Faro en Cueto.
- Iglesia de Nuestra Señora de la Visitación (Salesas Reales).
- Batería de San Pedro del Mar en Monte.
- Cementerio protestante de Cazoña.
- Dos de las locomotoras de vapor (Udías, María, Revilla, Peñacastillo, Reyerta y Begoña 3) inventariadas, en concreto la locomotora Peñacastillo y la locomotora Revilla, ambas localizadas en el antiguo taller material remolcado RENFE.

También destaca la iglesia parroquial de Nuestra Señora de la Consolación de estilo barroco y construida en el siglo XVIII.

### Monumentos y lugares de interés
- La catedral de Santander:[31]

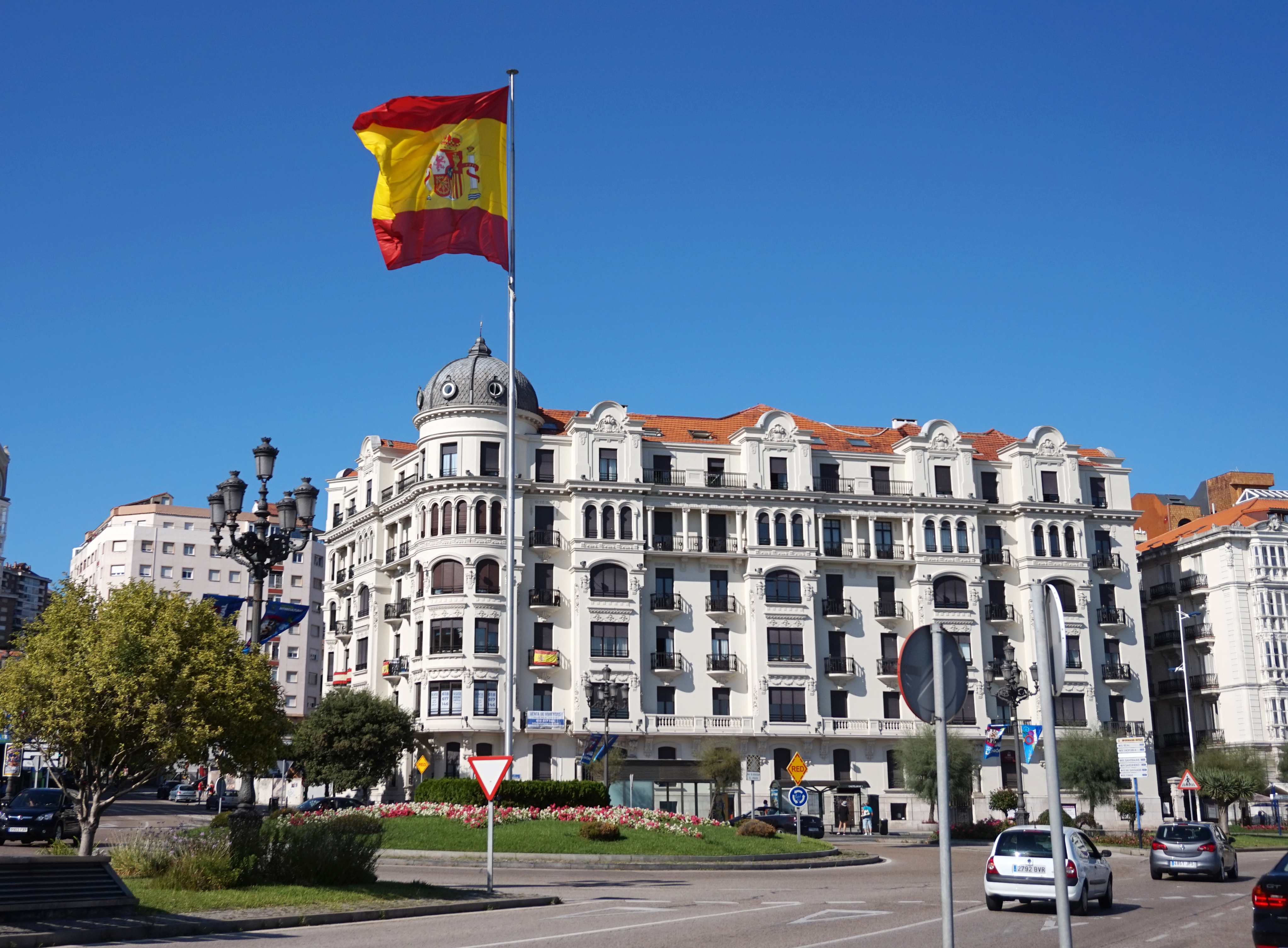
Edificio Generali, antes conocido como edificio Vitalicio

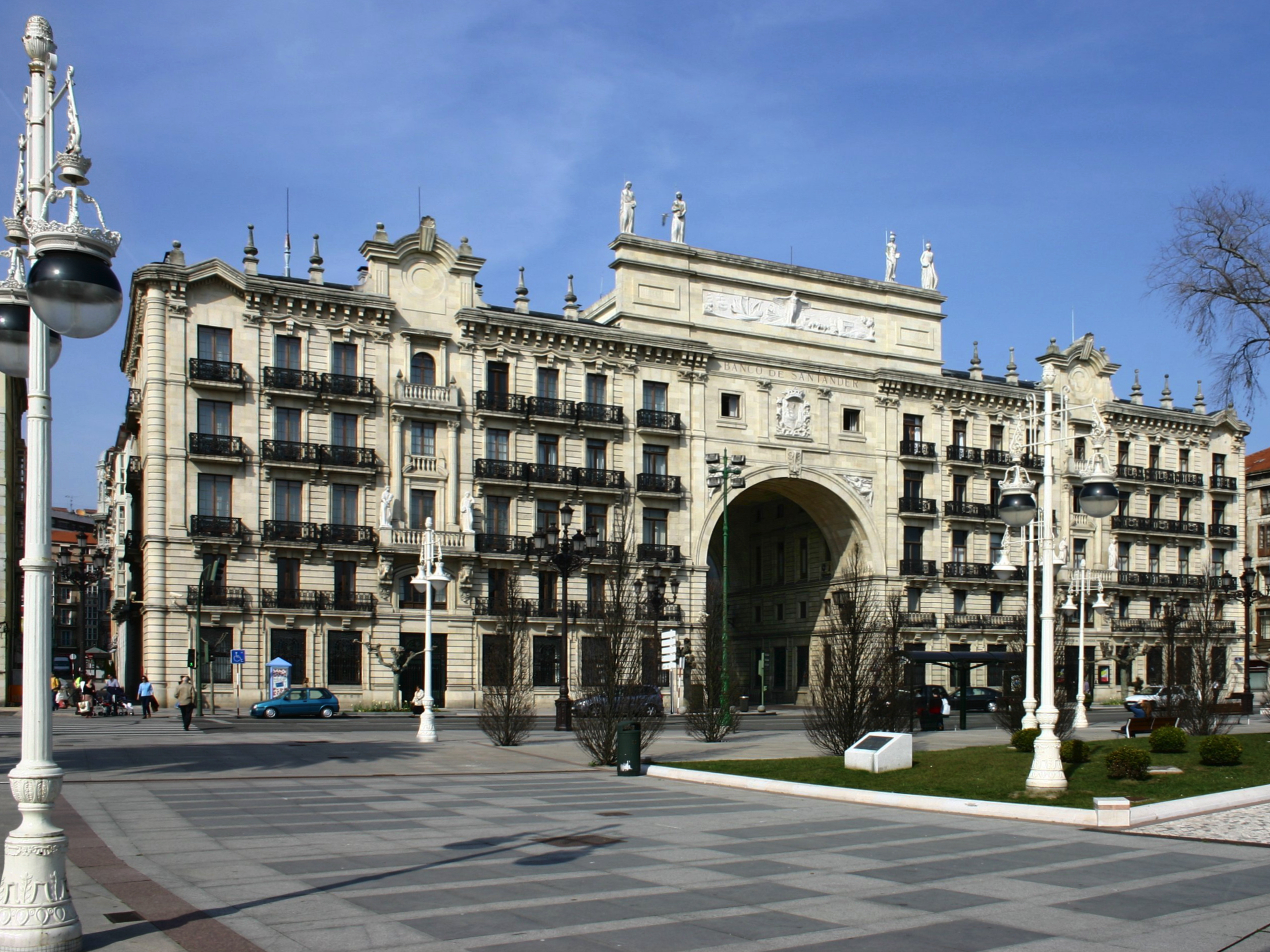
Edificio del Banco Santander, donde mantiene su sede social

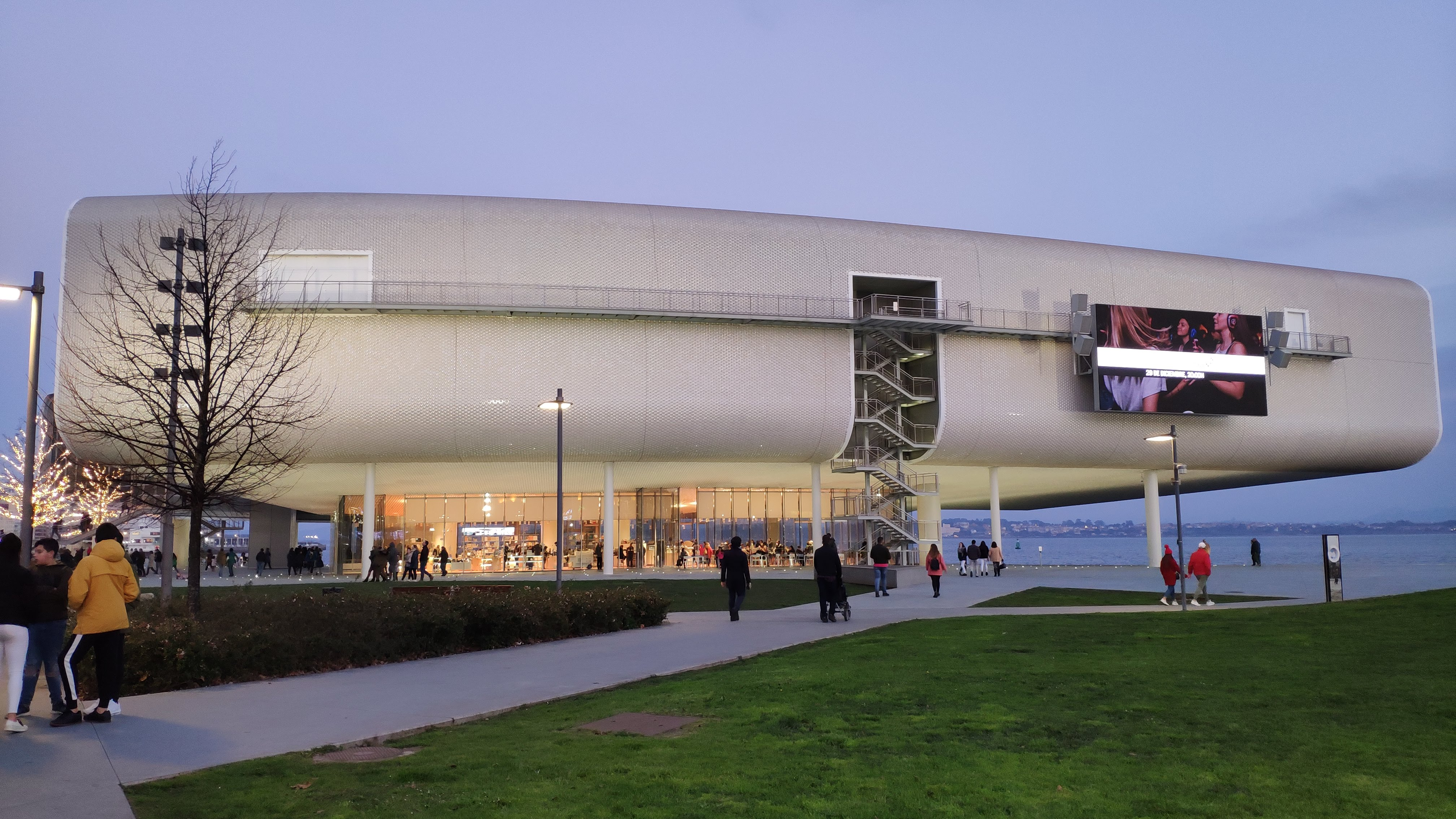
Centro Botín

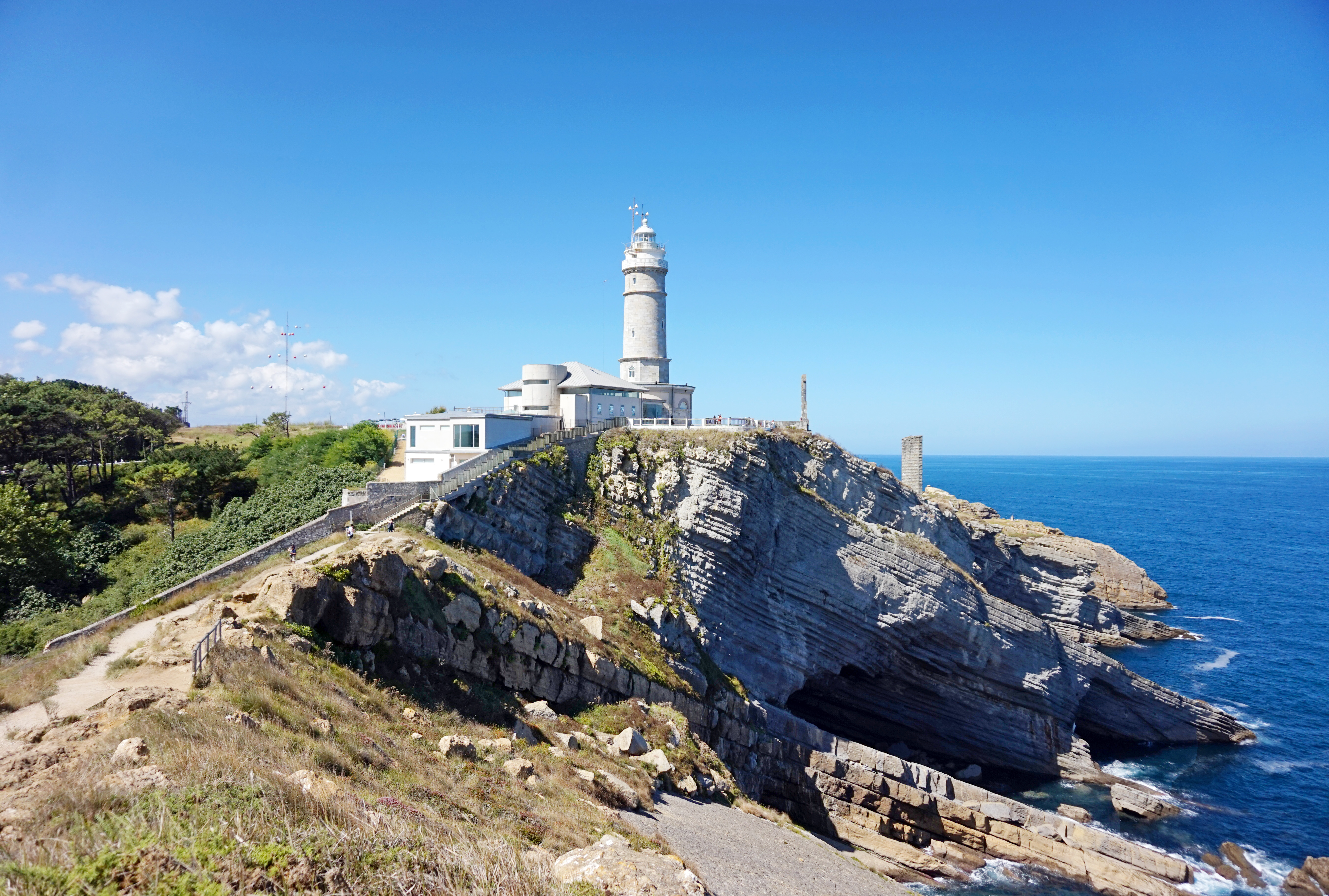
El faro de Cabo Mayor

  - El templo inferior, llamado cripta o parroquia del Cristo, fue construido en torno al año 1200 sobre otros edificios anteriores de época romana. Tiene 31 m de largo y 18 de ancho, organizados en tres naves. Su estilo es de transición del románico al gótico y se accede por dos puertas también tardorrománicas. Aquí se encuentran los restos de los Santos Mártires (san Emeterio y san Celedonio), que llegaron a Portus Victoriae (la antigua Santander romana) en barco.
  - La iglesia alta se levantó entre finales del siglo XIII y el XIV. Al finalizar se construyó el claustro gótico. Las restauraciones modernas, tras el incendio de 1941, sustituyeron la cabecera original por amplio crucero más un cimborrio.
- El Sardinero era en 1840 una zona agreste alejada del centro urbano de Santander.[32] Desde 1850, comenzaron a llegar los primeros turistas y se crearon algunas instalaciones (casetas para baño, fondas...). Como consecuencia del veraneo de la reina Isabel II en El Sardinero en 1861 y de Amadeo de Saboya en 1872, la zona adquirió gran fama y empezó a atraer gran cantidad de turistas. Se produjo un avance urbanístico y cultural espectacular con la construcción de varios hoteles, fondas, cafés, trenes y tranvías que llegaban a El Sardinero.Península de la Magdalena con su palacio, residencia de Alfonso XIII durante sus estancias en la ciudad

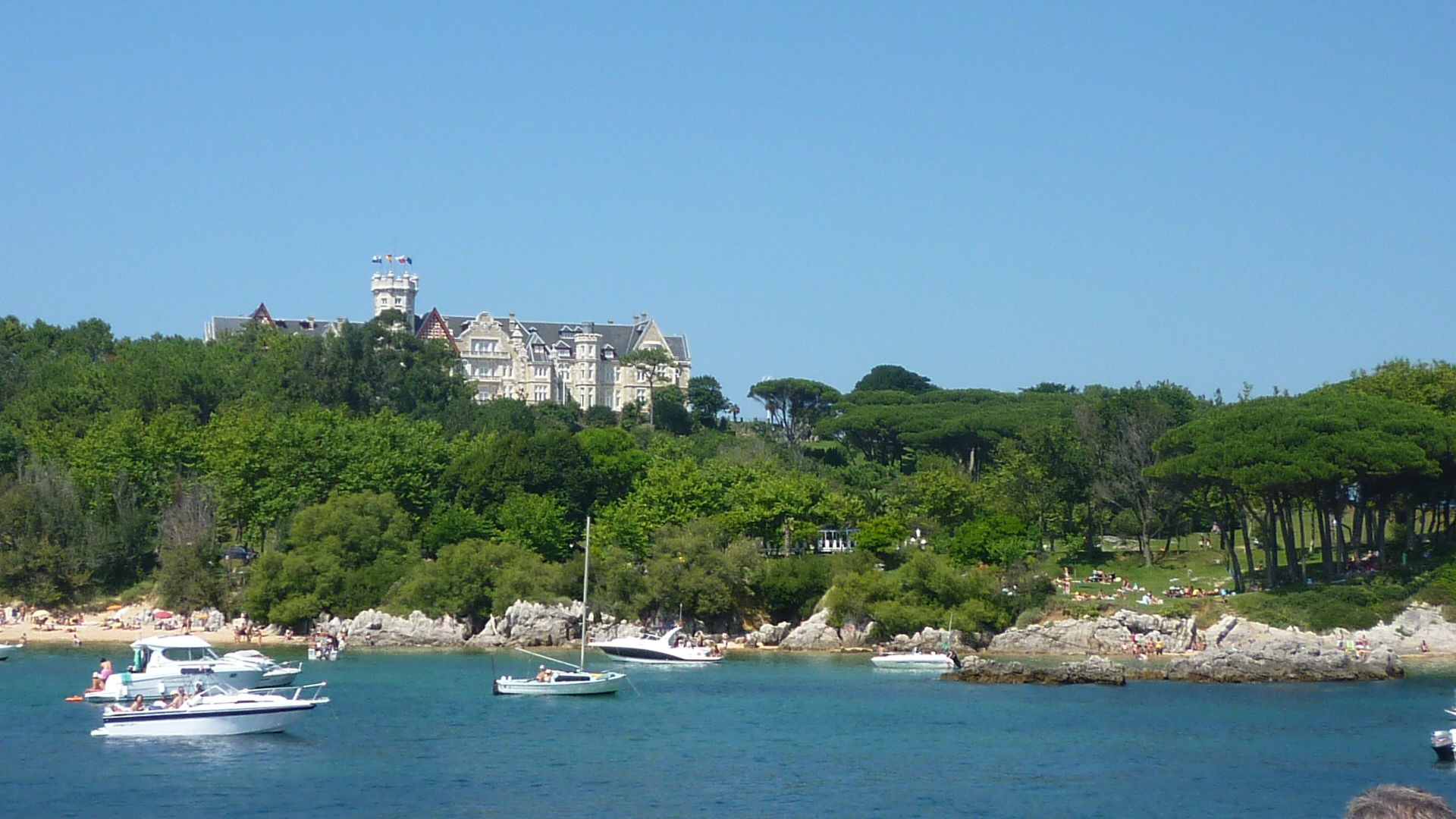
Península de la Magdalena con su palacio, residencia de Alfonso XIII durante sus estancias en la ciudad

- El palacio de la Magdalena, de estilo ecléctico, con influencias inglesas, construido en 1909 por suscripción popular como regalo para la familia real española. Utilizado ente 2011 y 2013 para grabar la serie de televisión Gran Hotel.
- El Hotel Real se inauguró en el verano de 1917, en un lugar privilegiado que dominaba la bahía y el mar abierto. Es un bello edificio de cinco plantas, con pórtico al sur sobre una elevada terraza. El estilo es modernista con un cierto aire de eclecticismo, obra del arquitecto Javier González de Riancho.
- Próxima al Hotel Real se levanta la antigua casa construida para Adolfo Pardo entre 1915-1918. Con estilo montañés de bien marcada torre, fue obra del arquitecto González de Riancho y hoy es el palacio de Emilio Botín García de los Ríos.
- El Gran Casino Sardinero, terminado en 1916, tiene cierto parentesco con el Hotel Real y es uno de los símbolos de la ciudad. Cuenta con un piso bajo para tiendas y terraza con balconada a la que se accede por escalera monumental. El cuerpo central, de dos pisos, queda enmarcado por los laterales con las dos torres octogonales, cubiertas por cúpulas, cuyas aristas ocupan, de arriba abajo, fustes con capiteles para cada piso.
- El Centro Botín, museo y centro de conferencias diseñado por el arquitecto italiano Renzo Piano e inaugurado en 2017. El museo forma parte de la Fundación Botín, y alberga exposiciones de arte. Está situado en los jardines Pereda, sobrepasando el mar unos metros.
- El faro de Cabo Mayor preside la entrada a la bahía de Santander.[33] Privilegiado balcón al mar y a la ciudad, es hoy una de las construcciones más emblemáticas y sugerentes para los ciudadanos y visitantes de Santander. Situada en el extremo noreste de la ciudad, la zona en la que se localiza el faro de Cabo Mayor forma parte de un área más extensa constituida por los promontorios de cabo Mayor y cabo Menor. La configuración física de este espacio viene definida por su particular geomorfología, marcada por las playas y acantilados de su borde costero y un accidentado relieve con cotas máximas de 50 m de altura sobre el nivel del mar. Emplazada históricamente en la periferia de la ciudad, el área de cabo Mayor y cabo Menor ha acogido usos y funciones relevantes: señal marítima, enclave defensivo, hipódromo, campamento, parque público y campo de golf. Se constituyó así en hito turístico y en uno de los espacios de mayor variedad paisajística y ambiental.

## Urbanismo

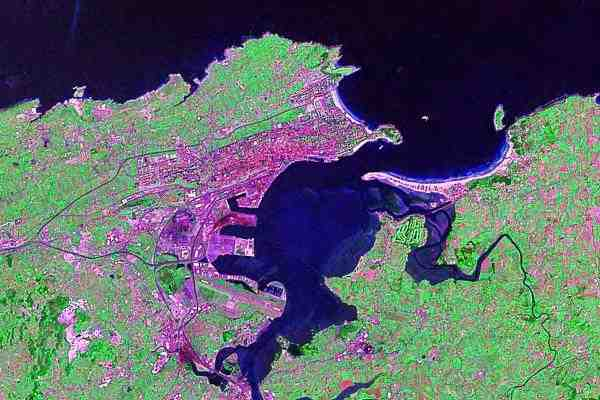
Imagen espectral de la bahía de Santander tomada por el satélite LandSat de la NASA

Desde los años 1950 a los años 1970 el crecimiento urbano toma un carácter desordenado y especulativo con la construcción de numerosas promociones de bloques de viviendas de escasa calidad y nula urbanización para el alojamiento de la población trabajadora.
En los últimos decenios el crecimiento de Santander desborda la periferia de la ciudad con construcciones inmobiliarias de menor tamaño y destinadas a la residencia de primera y segunda vivienda (esta última de especial importancia). Destaca la zona de El Sardinero, que cambia su morfología de ciudad-jardín a área residencial y de ocio de Santander, la zona de Nueva Montaña con terrenos industriales recuperados para la actividad residencial y comercial, el cierro de El Alisal, la avenida de Los Castros y la expansión urbana a lo largo de la ladera norte de la Vaguada de las Llamas.
En los años 1980 el puerto de Santander fue desplazado del centro de la ciudad y durante los últimos años Santander está en un proceso de recuperación de su margen sur frente a la bahía de Santander. El traslado de toda la actividad portuaria al Puerto de Raos ha sido paulatino, a excepción el tráfico marítimo de pasajeros que se centraliza en su estación marítima frente al paseo de Pereda.
Actualmente el crecimiento de la actividad portuaria, el incremento del tráfico de mayor valor añadido (vehículos y contenedores principalmente frente a los graneles líquidos y sólidos) que requieren para su almacenaje una gran cantidad de un suelo ya escaso y el insuficiente calado para algunos tipos de buques, está obligando la Autoridad Portuaria a considerar la construcción a largo plazo de un puerto exterior fuera de la bahía. El 29 de junio de 2005 Santander celebró el 250 aniversario de la concesión del título de ciudad.

### Barrios
- Cabildo de Arriba
- Barrio Pesquero
- El Sardinero
- La Albericia
- Puertochico
- Cazoña
- El Alisal
- Castilla-Hermida
- Perines
- La Gándara
- Porrúa
- Cajo
- Pronillo
- Cuatro Caminos
- General Dávila
- San Martín - Tetuán
- Centro y Ensanche
- Barrio San Francisco

### Principales calles, plazas y parques

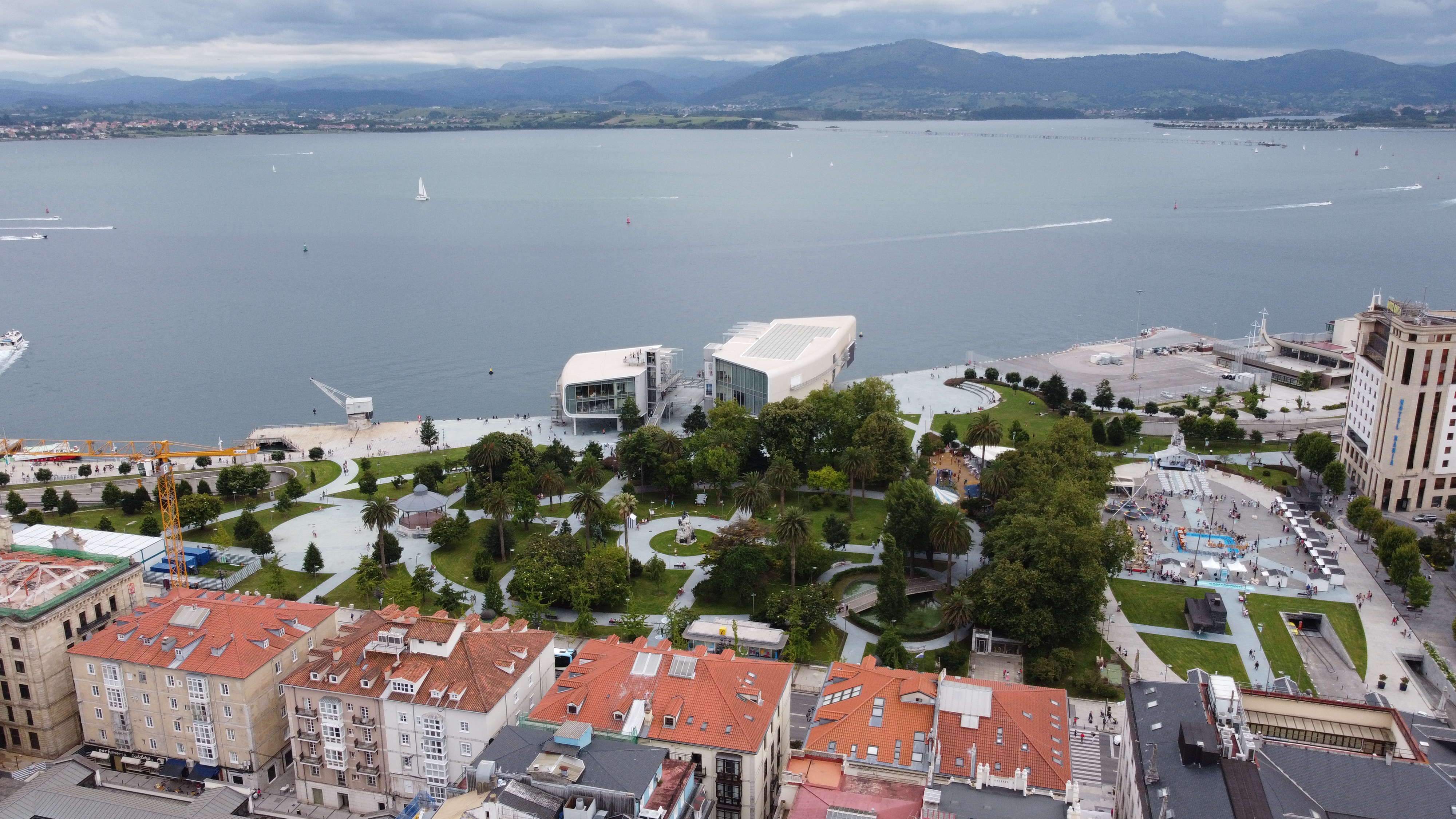
Jardines de Pereda

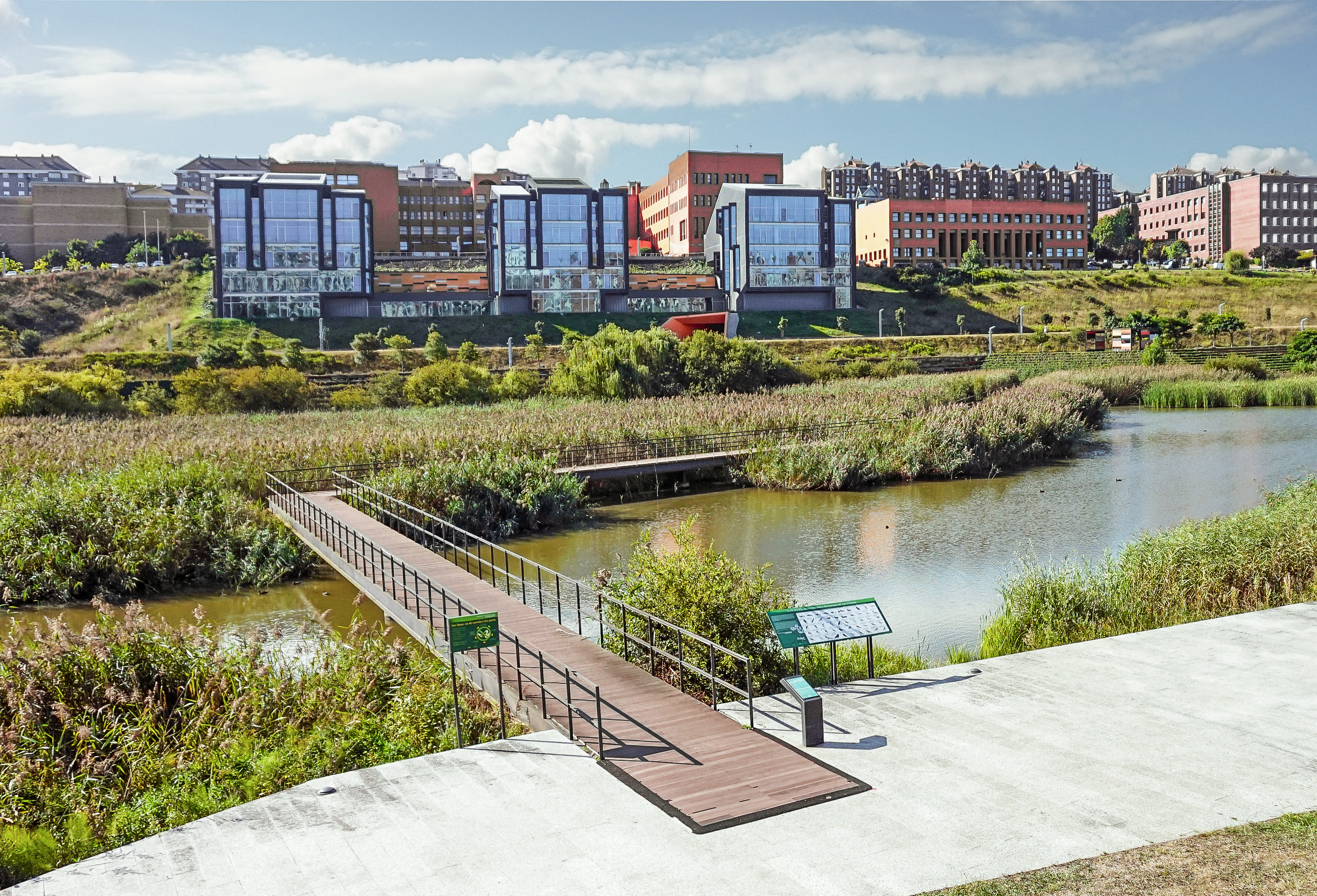
Parque atlántico de Las Llamas

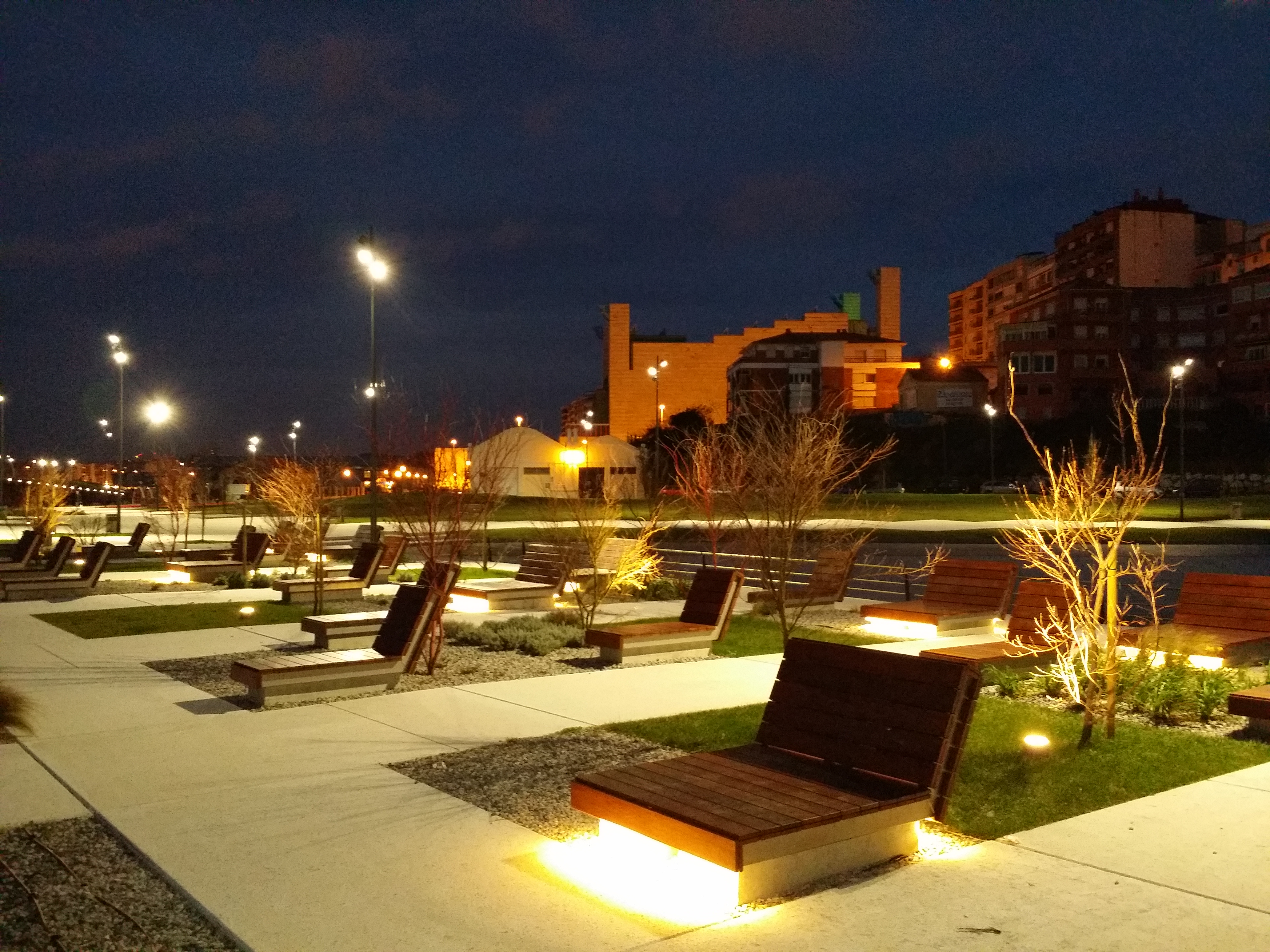
Parque del muelle de San Martín

Véase: Anexo:Callejero de Santander

#### Calles, avenidas y paseos
- Paseo de Pereda (el antiguo muelle es un paseo con vistas a la bahía y a los pueblos de Somo y Pedreña. Pueden encontrarse cafés tan antiguos como El Suizo donde, en el pasado, se reunían comerciantes, militares o escritores, como el mismo Pereda), también se encuentran los jardines del mismo nombre (donde, a su vez, se encuentra el Monumento al escritor José María de Pereda, que contiene referencias a sus obras).
- Avenida de la Reina Victoria (ubicación de grandes chalets con vistas a la bahía. A través de esta calle se accede a la playa de los peligros).
- Paseo del General Dávila (El Alta) (antiguo observatorio meteorológico, colegio centenario María Auxiliadora Salesianos, conservatorios Ataúlfo Argenta y Jesús de Monasterio).
- Paseo de Pérez Galdós.
- Calle Castelar (con vistas a la bahía, une el paseo de Pereda con la avenida Reina Victoria).
- Calle del Sol (calle con una gran actividad cultural).
- Calle Calvo Sotelo (Ministerio de Hacienda, Correos).
- Calle Burgos (es una de las calles más antiguas de la ciudad, si bien se puede considerar parte del casco viejo de la ciudad. Las primeras referencias de esta calle datan de mediados del siglo XVIII. El título de calle Burgos se le otorgó en 1845. La peatonalización de la calle ha favorecido al comercio de la zona y a sus residentes. En esta calle está la sede de la ONCE y la plaza de Juan Carlos I).
- Calle San Fernando (calle con gran afluencia de tráfico, es la principal vía de acceso al centro de la ciudad. La plaza de las Cervezas es una zona exclusivamente peatonal que pertenece a esta calle, llamada así por la fábrica de cerveza (La Cruz Blanca) que se alzaba allí antes de su disposición actual).
- Alameda de Oviedo (paseo arbolado, discurre entre las calles de San Fernando y Vargas, en paralelo a ellas, entre Cuatro Caminos y Numancia).
- Avenida de los Castros (en esta gran avenida están ubicados la mayor parte de los centros universitarios de la Universidad de Cantabria).

#### Parques y jardines
- Parque de la Magdalena (ubicado en la península de la Magdalena, es un enclave turístico importante gracias al Palacio de la Magdalena, el estanque de focas y las antiguas caballerizas del Palacio, donde tienen lugar diferentes cursillos de la UIMP).
- Parque atlántico de Las Llamas, abierto al público el 11 de mayo del 2007. El parque estaba presupuestado inicialmente en 22,5 millones de euros, pero su precio se ha incrementado un 39,1 % (8,8 millones de euros) para la incorporación de mejoras).
- Jardines de Piquío (recibieron ese nombre porque tienen la forma del pico de un barco que se adentra en el mar, refiriéndose a las vistas que ofrece el final del jardín).
- Parque de La Marga (situado en la salida de la ciudad, al final de la calle Castilla, recibe el nombre de la antigua maderera que se situaba allí).
- Parque del Doctor Morales (conocido popularmente como «parque de la Vaca»)
- Parque del Doctor González Mesones.
- Parque del Agua (en la ladera de la calle Alta).
- Parque de Mendicoague.
- Parque de Los Pinares.
- Parque de Mataleñas (antiguamente particular, se abrió al público como espacio verde en la subida al faro).

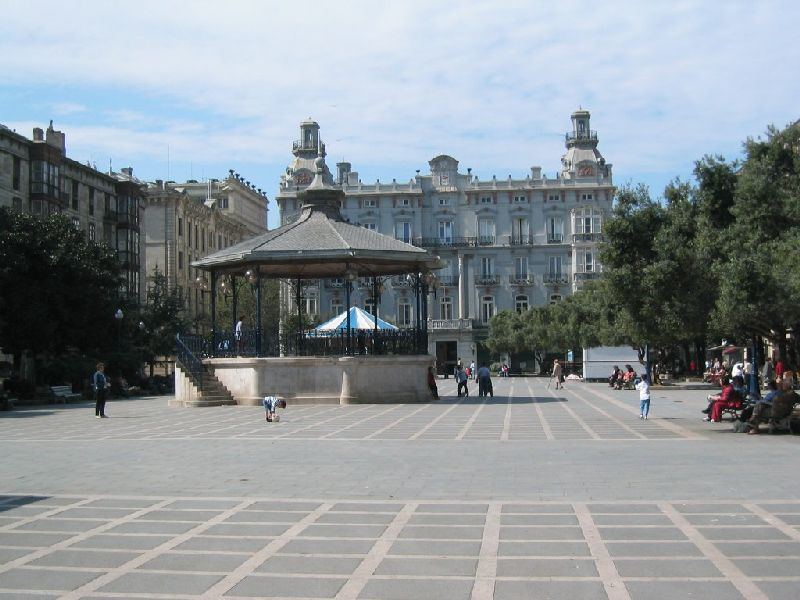
La plaza de Pombo ha sido tradicionalmente un lugar de reunión y concentración de coleccionistas y niños, para intercambiar sellos o cromos de diversas colecciones

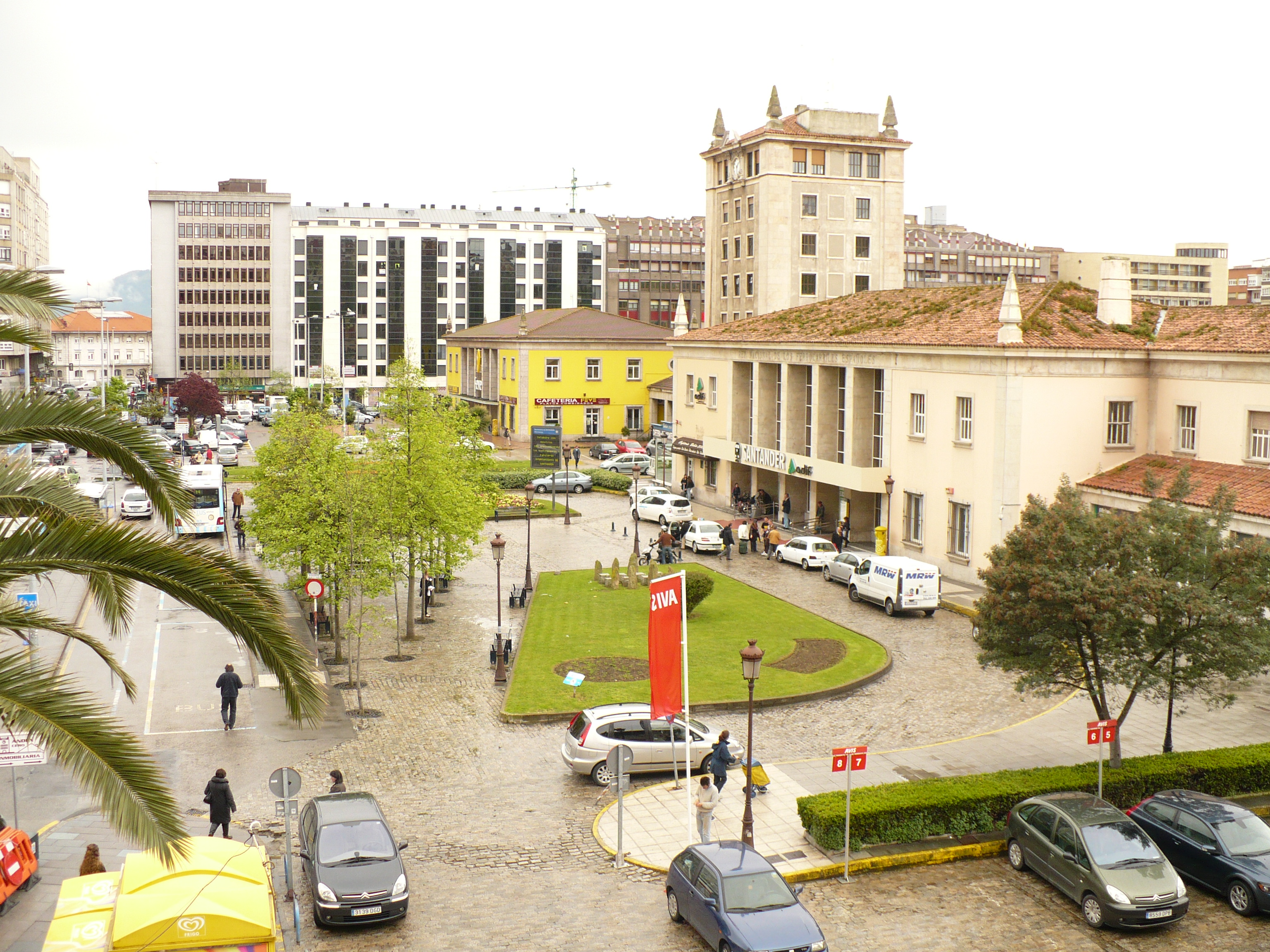
Vista de la plaza de las Estaciones desde el parque Sotileza o del Agua

- Jardines de Pereda.
- Finca de Altamira.
- Finca de Jado.

#### Plazas
- Plaza del Ayuntamiento.
- Plaza de Pedro Velarde (plaza Porticada).
- Plaza de Pombo.
- Plaza de Atarazanas (plaza de la Catedral).
- Plaza de la Esperanza.
- Plaza de Italia.
- Plaza de México.
- Plaza de Juan Carlos I o plaza del Reenganche (plaza del Rey).
- Plaza de las Cervezas.
- Plaza de Colón.
- Plaza del Cuadro.
- Plaza de Numancia.
- Plaza de Cañadío.
- Plaza Acebo.
- Plaza de Cuatro Caminos.
- Plaza de Las Estaciones.
- Plaza de los Remedios.
- Plaza de Miranda.
- Plaza del Príncipe.
- Plaza del Dos de Mayo.
- Plaza de Las Brisas.
- Plaza de Rubén Darío.

#### Edificios más altos
- Torre Feygón: 16 plantas y 51,43 m.
- Alta, 46: 17 plantas y 51,43 m.
- Vargas, 49: 16 plantas y 51,3 m.
- Residencia de Cantabria: 15 plantas y 48,3 m.
- Edificio Tres Mares: 12 plantas y 47,3 m.
- Edificio Ibio: 16 plantas y 45,5 m.
- Edificio Dobra: 16 plantas y 45,4 m.

#### Playas

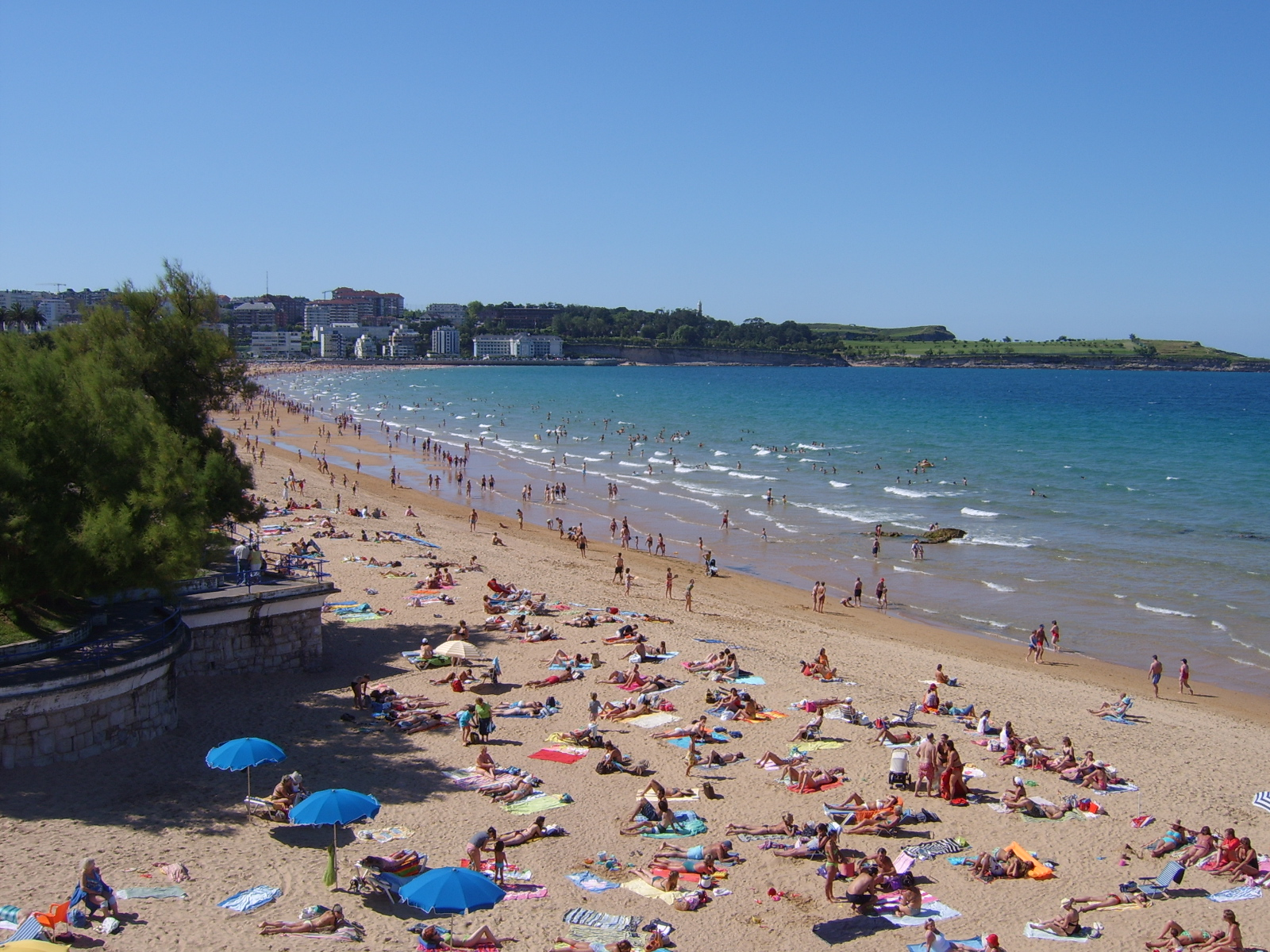
Playas del Sardinero

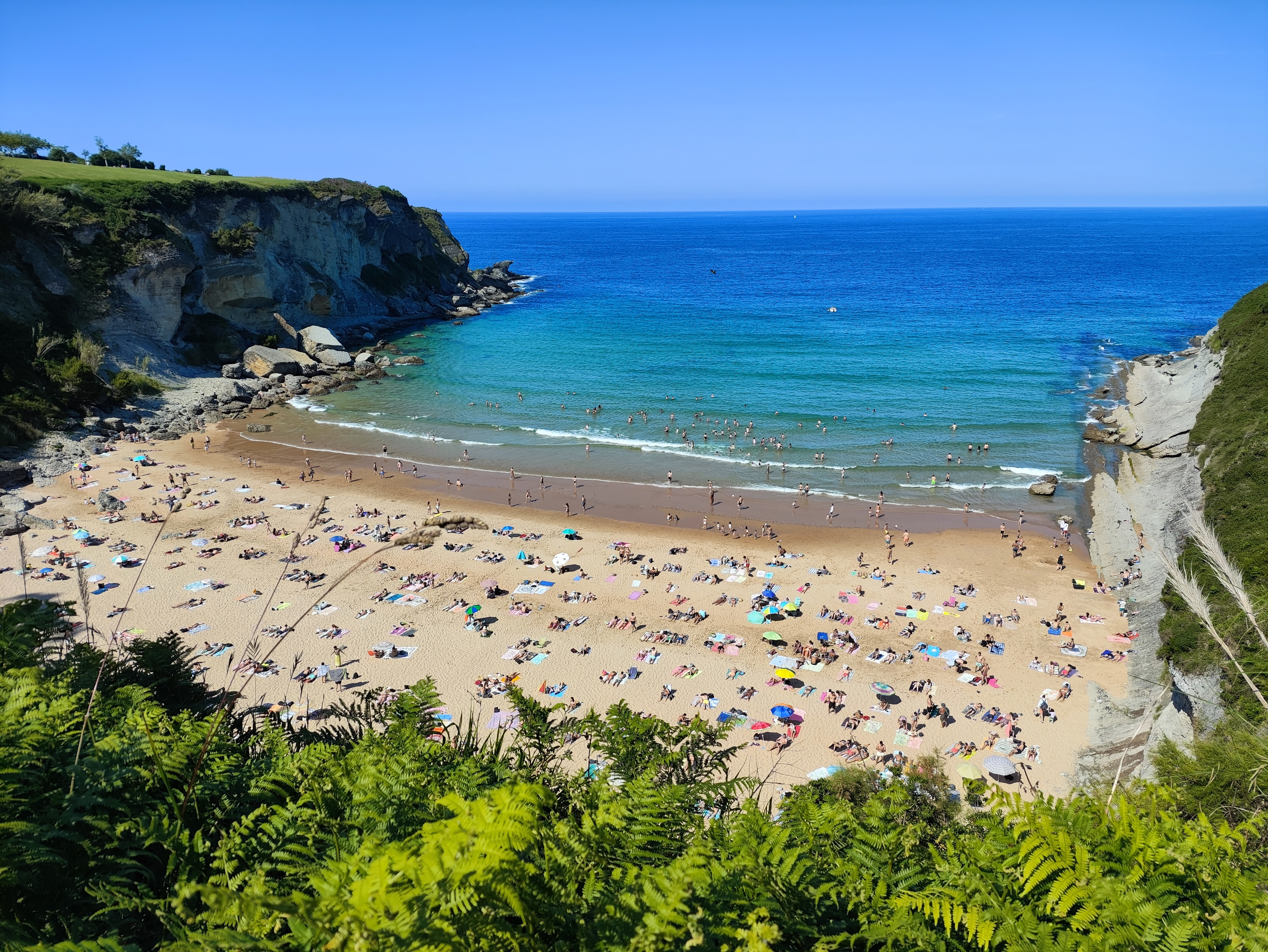
Playa de Mataleñas

- Playa de la Virgen del Mar
- Playa de la Maruca
- Playa del Bocal
- Rosamunda
- Playa de Mataleñas
- Playa de los Molinucos
- Playas de El Sardinero
- Playa de la Concha
- Playa del Camello
- Playa de los Bikinis
- Playa de la Magdalena
- Playa de los Peligros

## Cultura

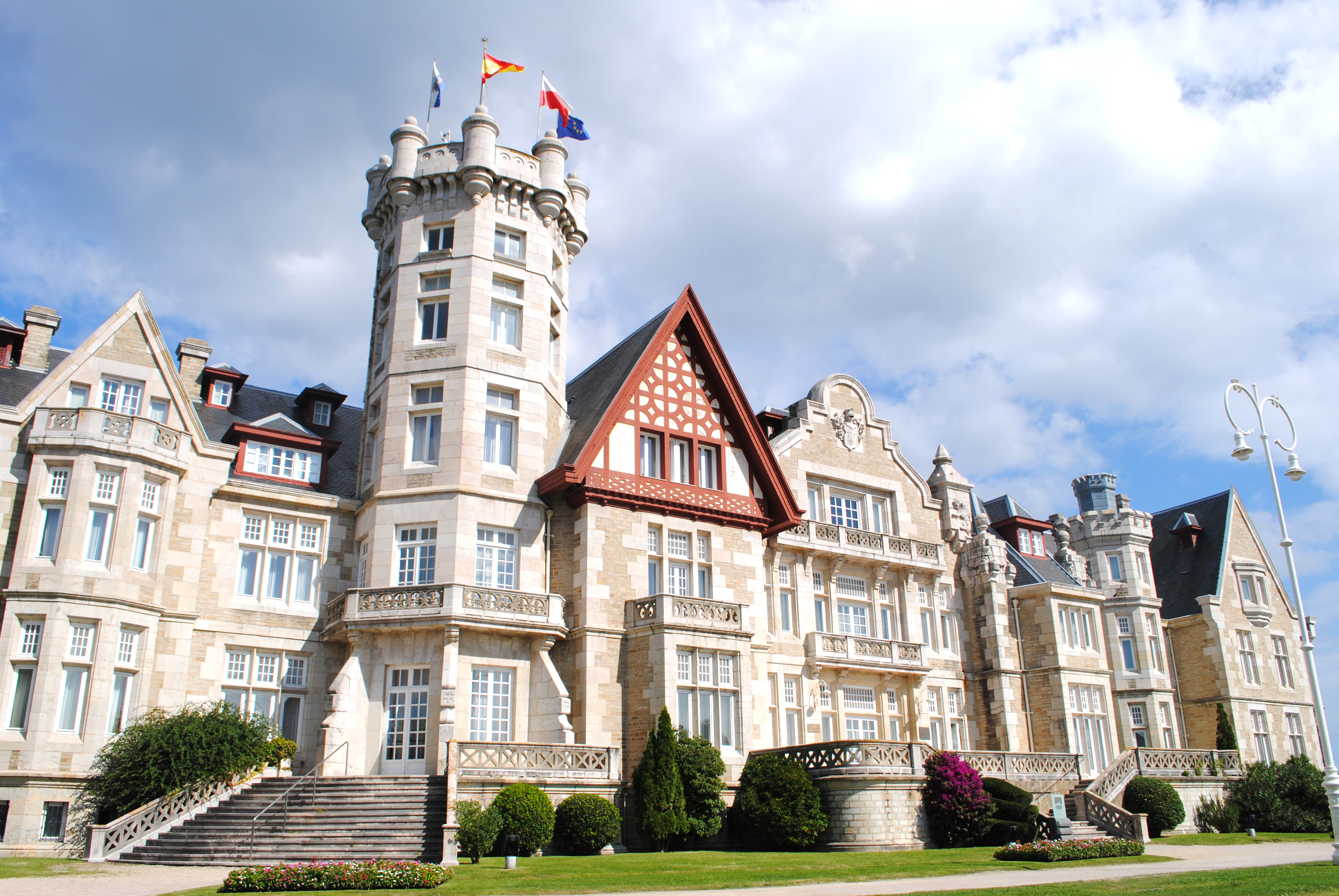
Palacio de la Magdalena

Santander posee una gran tradición y actividad cultural, con eventos de importancia que desempeñan un papel fundamental en la vida cultural y social de la ciudad. Tiene una importante universidad internacional de verano, la UIMP, y organiza grandes festivales de música y danza, como el Festival Internacional de Santander (FIS) y Festival Internacional de Música de Órgano (FiMÓC). También se celebra en la ciudad anualmente el Encuentro de Música y Academia de Santander y, cada tres años, el Concurso internacional de piano Paloma O'Shea.

### Museos y centros culturales
- Museo del deporte de Cantabria
- Museo Marítimo del Cantábrico
- Museo municipal de Bellas Artes

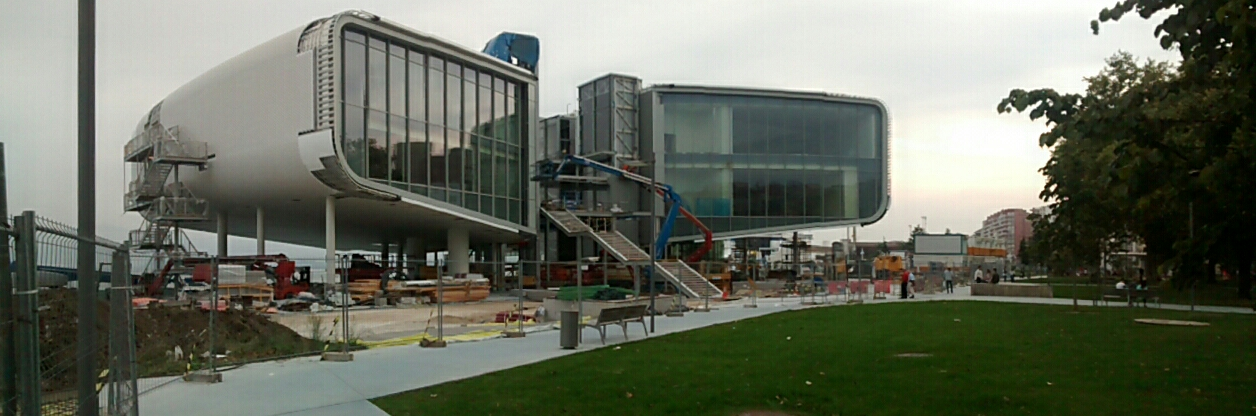
El Centro Botín en sus últimas fases de construcción, situado en los jardines Pereda y de cara a la bahía de Santander

- Museo Regional de Prehistoria y Arqueología de Cantabria
- Museo taurino de Santander
- Fundación Marcelino Botin
- Palacio de Festivales de Cantabria
- Palacio de Exposiciones y Congresos de Santander
- Centro cultural Modesto Tapia
- Filmoteca regional de Cantabria
- Escenario Santander
- Espacio Ricardo Lorenzo
- Casa museo Menéndez Pelayo
- Museo del Agua
- Centro Botín de las Artes y la Cultura
- Centro de Arte Faro de Cabo Mayor
- Centro de interpretación del Litoral
- Centro de interpretación de las Murallas de Santander
- Centro de interpretación de los Antiguos Muelles de Santander (CIAMS)
- Centro de interpretación de la Historia de la ciudad
- Museo de los Bomberos Voluntarios
- Museo del Racing de Santander

### Fiestas

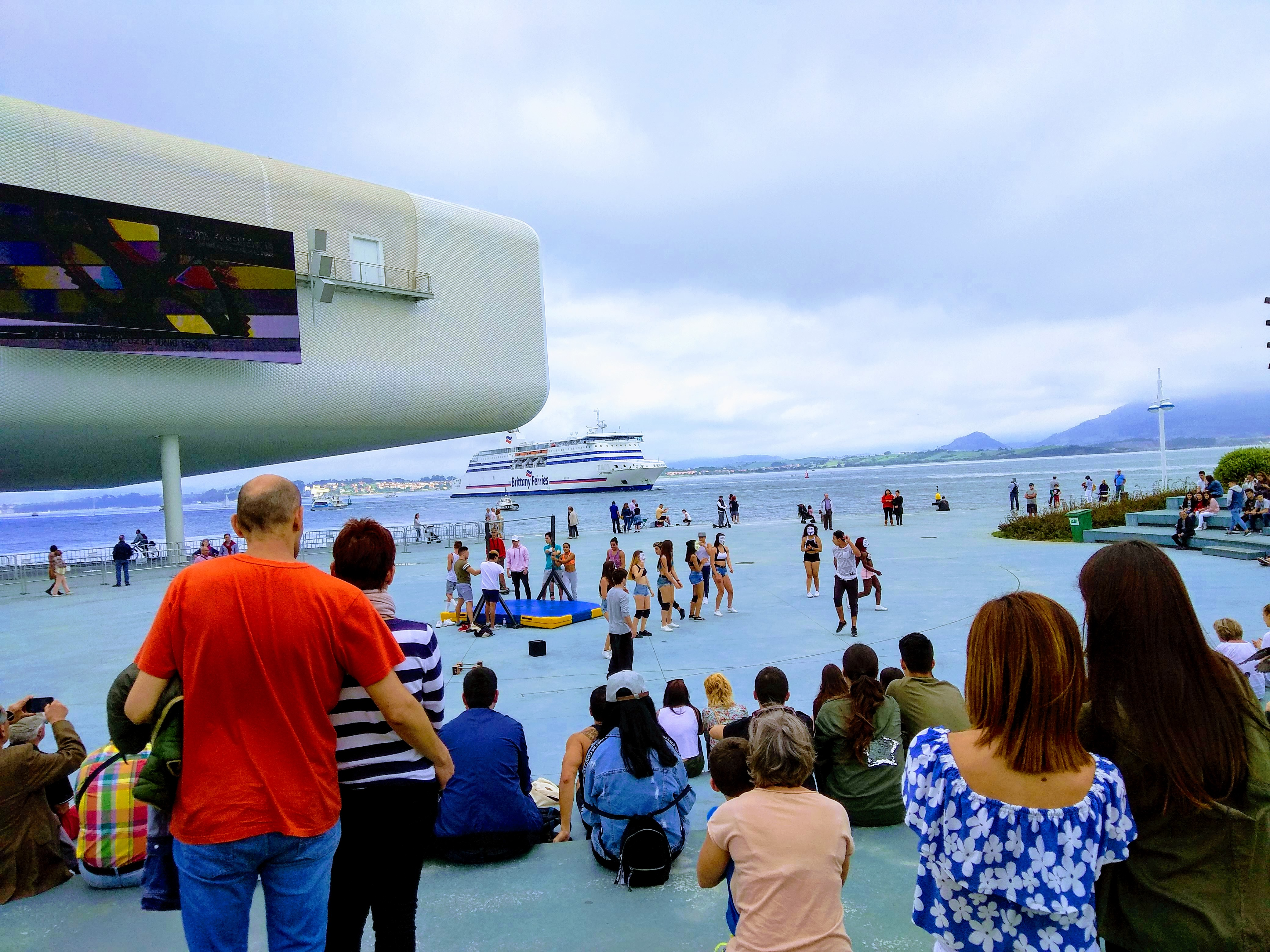
Plaza en los jardines de Pereda. Al fondo un ferry de la naviera Brittany Ferries entrando a puerto

Santander es una ciudad de numerosas fiestas y romerías, distribuidas por los diversos barrios y zonas de la ciudad. Mencionar la existencia de muchas fiestas de carácter vecinal, tales como las de Mendicoague, Perines, etc. Las fiestas más conocidas de Santander y las de más atracción turística, son las siguientes:

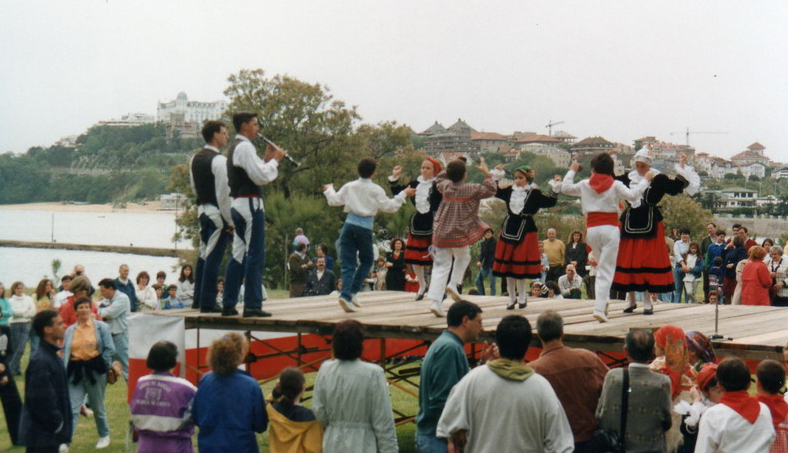
Día Infantil de Cantabria en la campa de la Magdalena

- 5 de enero: La cabalgata de los Reyes Magos recorre una pequeña parte de la ciudad, desde el Palacio de festivales hasta la plaza del Ayuntamiento.
- El primer domingo de junio: El Día Infantil de Cantabria se celebra en la Magdalena. Es una Fiesta de Interés Turístico Regional, de exaltación de lo autóctono, organizada por la Asociación para la Defensa de los Intereses de Cantabria (ADIC), asociación fundada por Miguel Ángel Revilla. En esta fiesta se muestra entre otras muchas cosas, una exhibición de aluche (antigua lucha cántabra) y modalidades de deporte rural como la carrera de lecheras, tiro de cuerda, salto del pasiego y corte de troncos.
- Lunes de Pentecostés: fiestas de la Virgen del Mar.
- 24 de junio: La hoguera de San Juan se celebra en El Sardinero, concretamente en la segunda playa del sardinero. Esta fiesta celebra la llegada del verano con una gran hoguera y una romería. En otras partes del municipio también se realizan hogueras como en la Albericia y en el barrio Pesquero.
- 25 de julio: fiestas de Santiago (Fiesta de Interés Turístico Regional).
- 30 de agosto: fiestas de los Santos Mártires (San Emeterio y San Celedonio). Patrones de Santander.
- 15 de septiembre: fiestas de la Virgen de la Bien Aparecida patrona de la diócesis de Santander y de Cantabria (Fiesta de Interés Turístico Regional).
- Festival del Mar: se celebra cada cuatro/cinco años. La última edición se celebró del 30 de agosto al 2 de septiembre del año 2014.

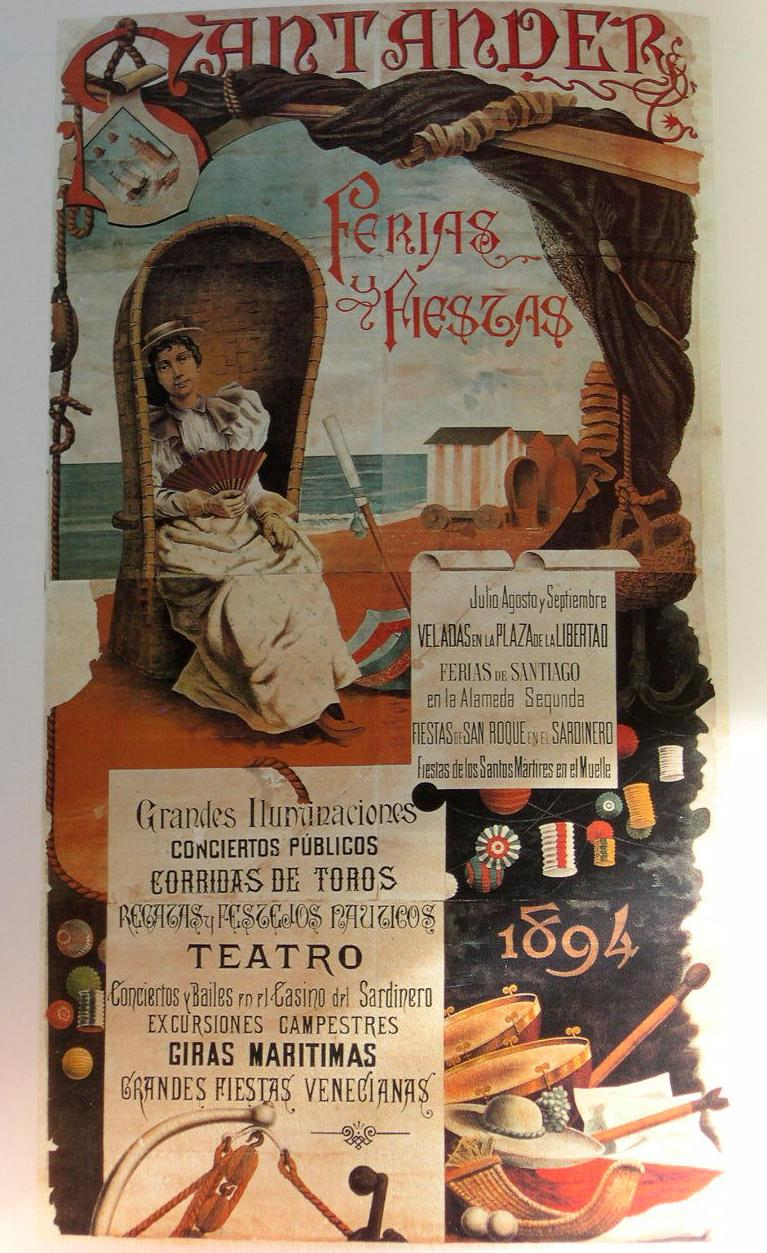
Cartel de Ferias y Fiestas de Santander 1894, por Mariano Pedrero
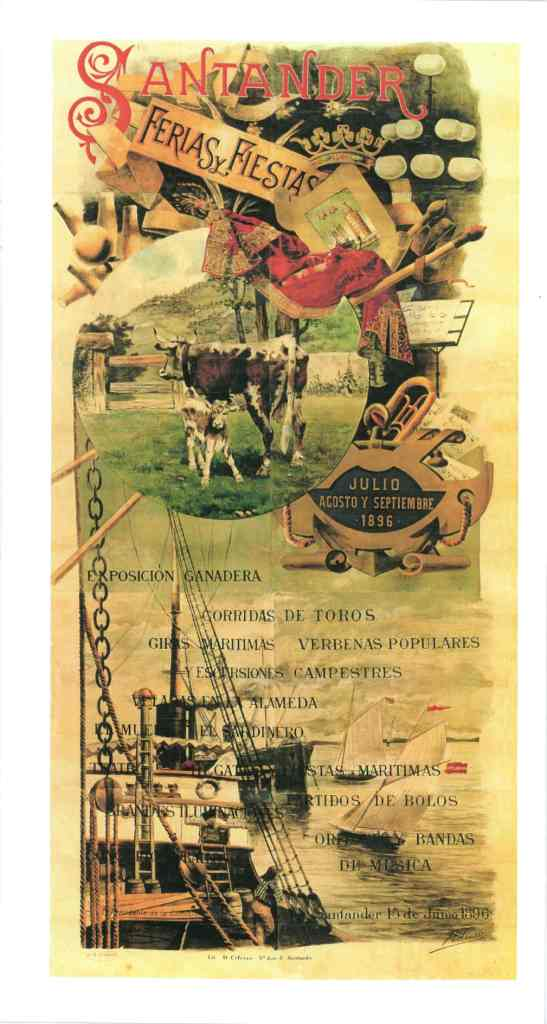
Cartel de Ferias y Fiestas de Santander 1896, por Mariano Pedrero
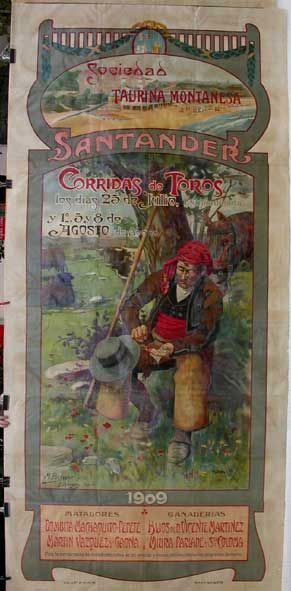
Cartel de la Sociedad Taurina Montañesa 1909, por Mariano Pedrero

### Gastronomía

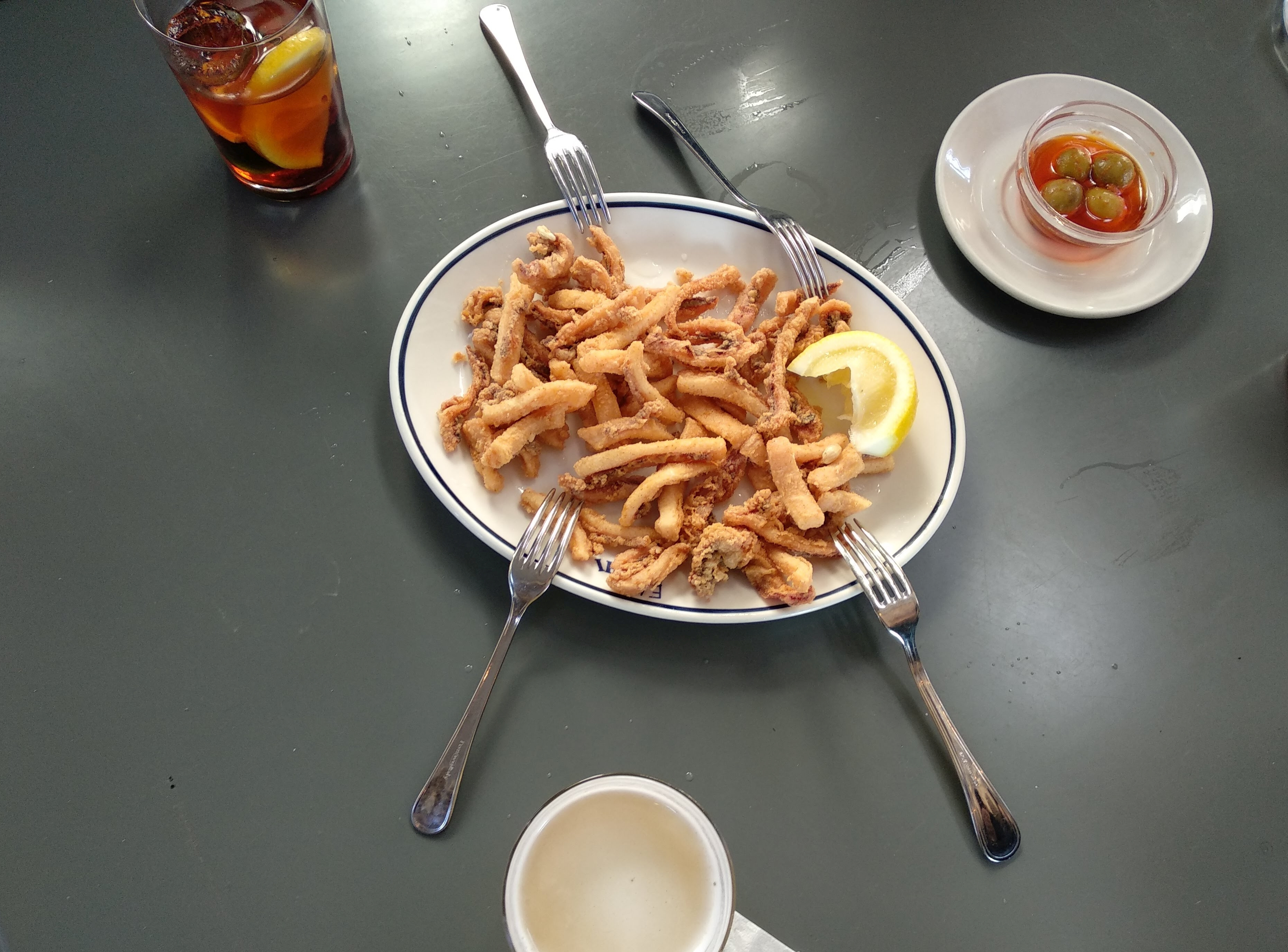
Ración de rabas de calamar (rejos de pota). Las rabas pueden ser, en función del tipo de cefalópodo utilizado, de peludín, magano, chipirón, cachón, pulpo o pota

Santander ofrece una magnífica selección de productos del mar que la han dado un gran prestigio en la península de la «buena cocina». Destacan productos como las amayuelas (almeja fina) y morgueras (navajas) entre los mariscos; y panchos, salmonetes, bocartes, lubinas y sardinas entre los pescados, así como calamares y cachones.
La gastronomía de Santander está fundamentada principalmente en sus pescados. El recorrido gastronómico podría empezar por el barrio Pesquero, continuando por Puerto chico, El Sardinero y para terminar por el área de Corbán.
Santander también se abastece en su parte gastronómica de otros municipios de Cantabria en sus pescados y mariscos, como las almejas de Pedreña, el bonito y las anchoas de Santoña y el besugo de Castro-Urdiales. Pero también merece mención especial la gran variedad de verduras, frutas y legumbres que produce la región de Liébana, así como las tablas de diferentes clases de quesos de calidad que produce Cantabria y que surte a la ciudad de Santander.
Las carnes de las que se nutre también Santander, proviene del ganado vacuno que se cría en Cantabria. Criadas con pastos naturales, tales como la ternera, añojo, novilla y buey, gozan de una gran reputación por su calidad y sabor. Los restaurantes de Santander ofrecen una cocina con gran carisma, y que se basan en su variada y exquisita cocina.
Unos platos típicos de la ciudad son sus rabas, además del destacado cocido montañés y los mencionados platos de pescado y marisco, que van desde la lubina y la sardina hasta productos como la morguera.

### Deporte

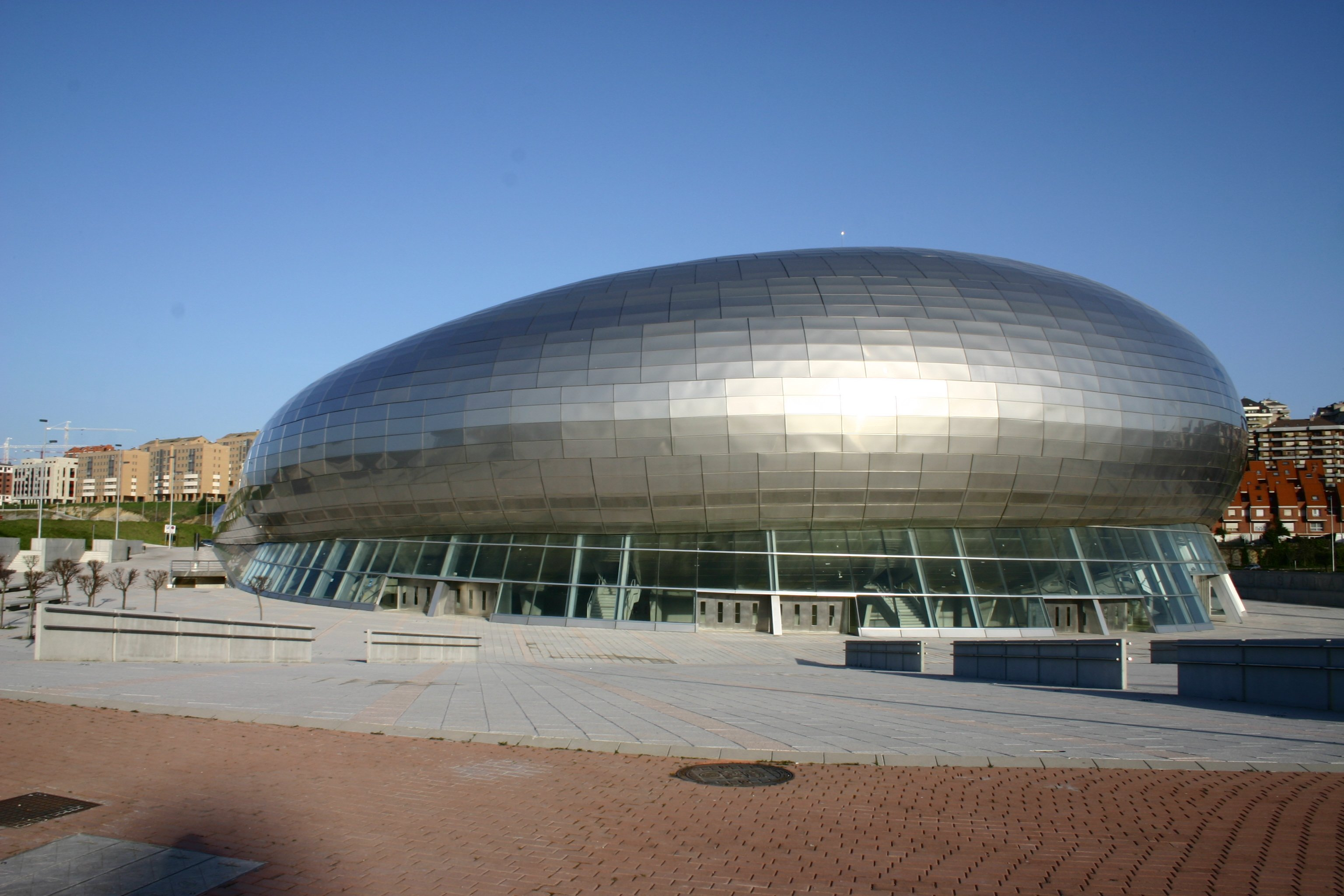
Palacio de Deportes en El Sardinero

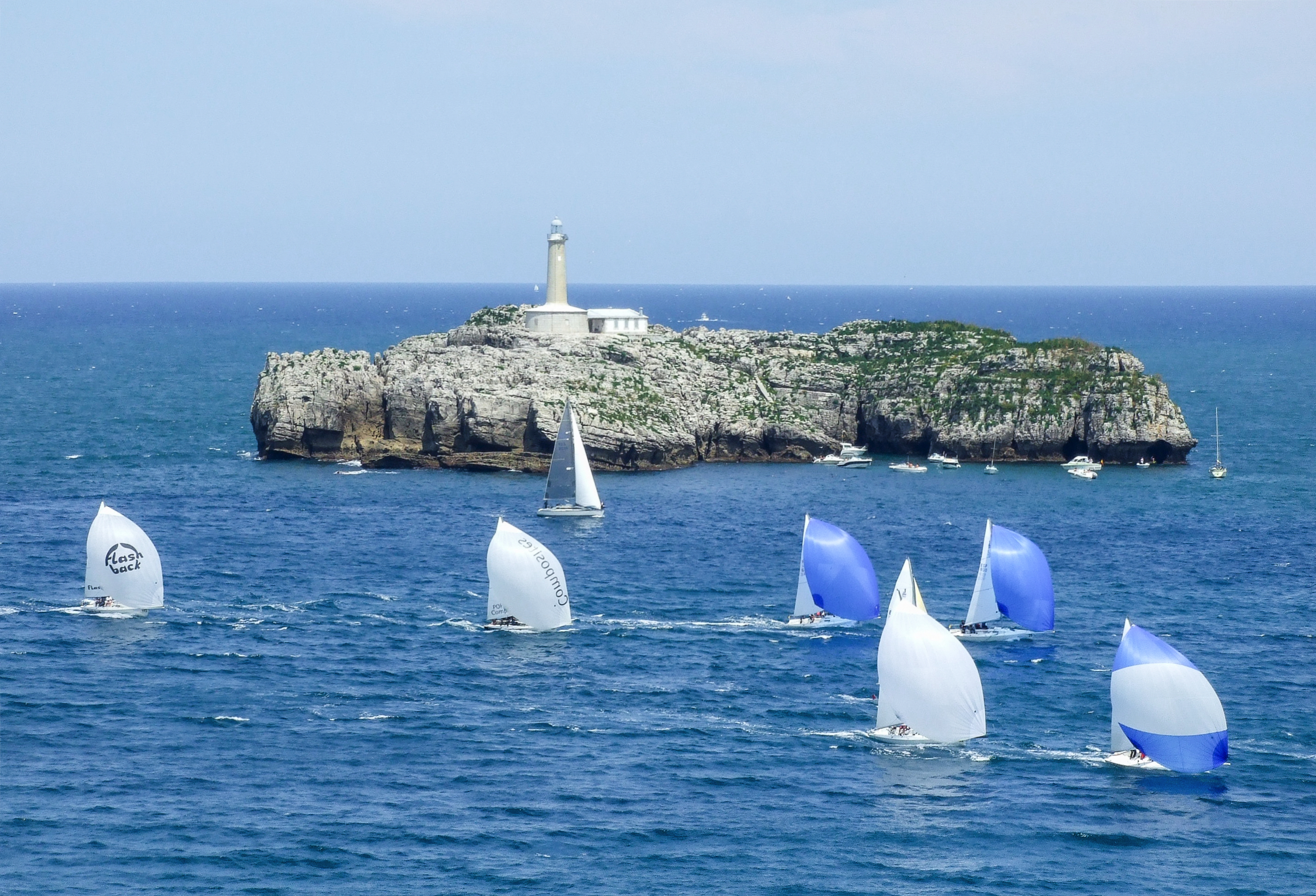
Regata del Campeonato Mundial de J80. Al fondo la isla de Mouro

En esta ciudad juega el equipo de fútbol de la segunda división española Racing de Santander, uno de los clubes históricos fundadores de la liga española de fútbol. El Racing disputa sus partidos como local en los Campos de Sport del Sardinero. El club ha estado 44 temporadas en primera división y 34 en segunda. En la temporada 1930/1931, quedó segundo empatado a puntos con el Athletic Club (campeón) y la Real Sociedad (tercero), esa ocasión fue en la que estuvo más cerca de ganar el campeonato de Liga.
De gran tradición en la ciudad ha sido el balonmano, con el G.D.Teka - Club Balonmano Cantabria como estandarte que ha llevado el nombre de Santander por Europa y por el mundo con la consecución de varios títulos internacionales, la Copa de Europa en 1994, la Recopa en 1990 y 1998 y la Copa EHF en 1993. Junto con el Teka, también destacó el Club Balonmano Santander (más conocido por el acrónimo CLUBASA) quién logró importantes triunfos en las categorías de cantera a nivel nacional, llegando también a división de honor (actual Liga Asobal) en la temporada 1986-1987. En la actualidad ambos clubes se encuentra disueltos. El único equipo que ocupa un puesto importante dentro del panorama nacional en estos momentos es el Adelma Santander 2016, perteneciente al club Balonmano Sinfín. Este compite en la categoría de división de honor Plata.
Algunos equipos en competición nacional de Santander:
| Club                                   | Deporte                 | Liga                | Estadio                            |
| -------------------------------------- | ----------------------- | ------------------- | ---------------------------------- |
| Real Racing Club de Santander          | Fútbol                  | Segunda división    | Campos de Sport de El Sardinero    |
| Independiente Rugby Club               | Rugby                   | División de Honor   | Campo de San Román                 |
| Balonmano Pereda                       | Balonmano               | División de Honor B | Pabellón municipal de Numancia     |
| Real Sociedad de Tenis de La Magdalena | Hockey hierba masculino | División de Honor B | La Albericia                       |
| Real Sociedad de Tenis de La Magdalena | Hockey hierba femenino  | División de Honor   | La Albericia                       |
| CDE Sinfín Balonmano                   | Balonmano               | Liga ASOBAL         | Pabellón municipal de La Albericia |
| CD Cantbasket 04 Santander             | Baloncesto              | Liga EBA            | Palacio de Deportes                |

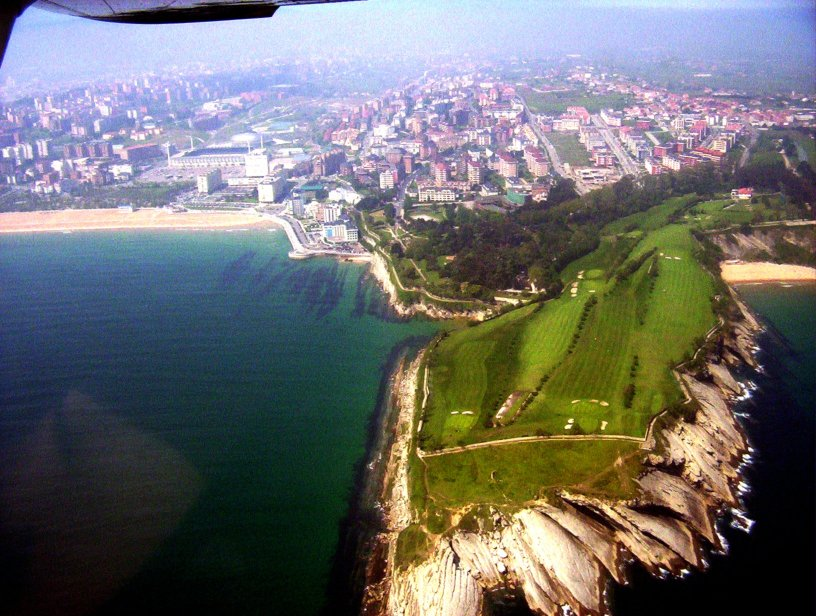
Campo municipal de golf de Mataleñas, en Cabo Menor

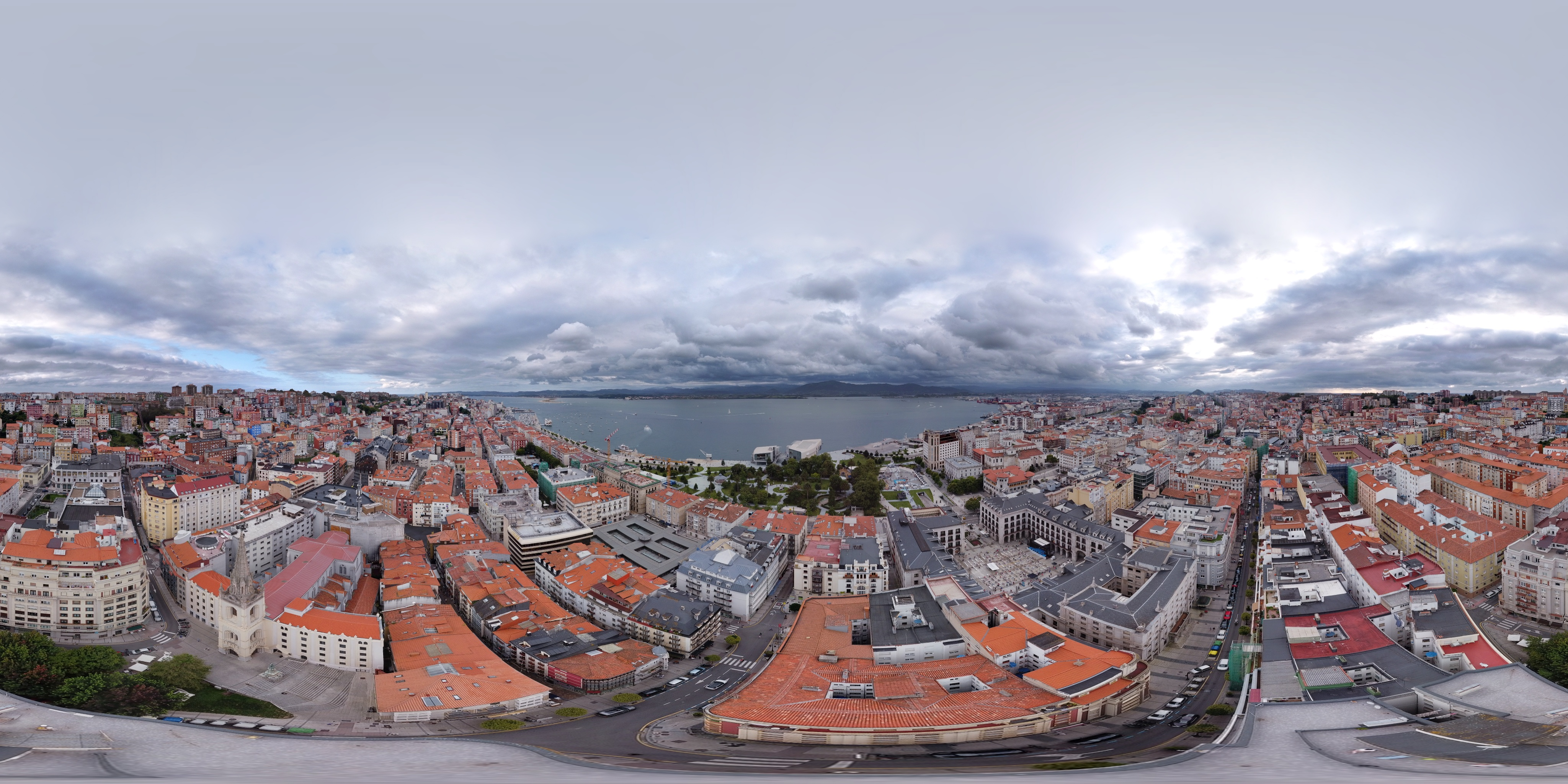
Vista 360° centro de la ciudad

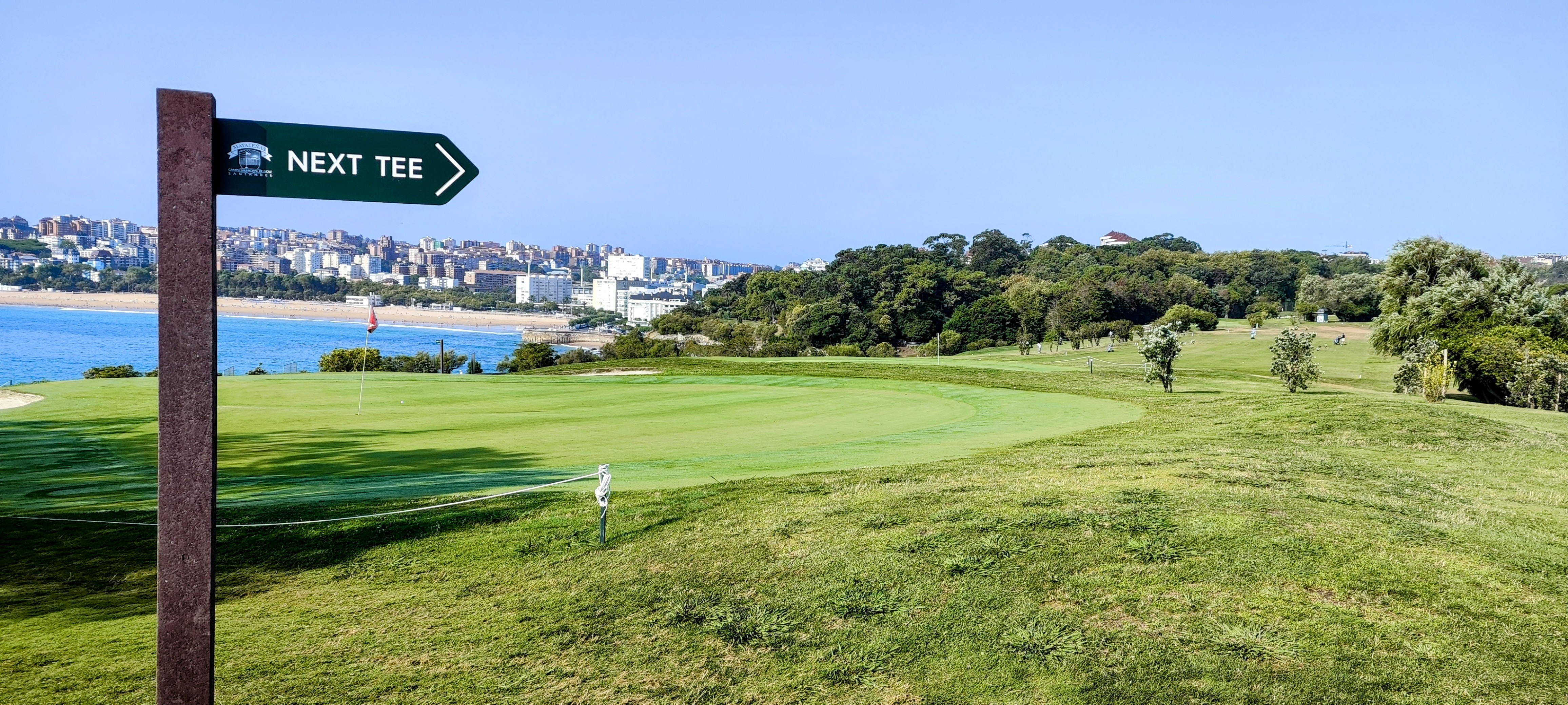
Campo municipal de golf de Mataleñas.

- Santander ha sido sede de la Copa Davis en 2000 y 2006, organizadas ambas eliminatorias por la Real Sociedad de Tenis de La Magdalena.
- Santander ha acogido en numerosas ocasiones salidas y finales de etapa de la Vuelta a España.
- Se realizan numerosas regatas de traineras en la bahía y abra del Sardinero.
- Torneos veraniegos de fútbol y vóley playa.
- Desde 2017, es sede del circuito de pádel más importante del mundo, el World Padel Tour.
- Regatas de vela organizadas por el Real Club Marítimo de Santander.
- Hípica con el centenario Concurso de Saltos de Santander en la Magdalena.
- Por todo el municipio se pueden localizar numerosas boleras de la modalidad bolo palma, propia de la región. Se celebran diversas competiciones y campeonatos, siendo frecuentes tanto en Cantabria como en Asturias y Vizcaya.
- Campeonatos de surf de talla internacional. Como el WQS 4Stars Rip Curl Pro en la playa de Liencres, o el WCT femenino en las playas de Liencres y El Sardinero.
- Ha albergado el mundial de vela de la ISAF en 2014.

Destacan como centros deportivos:
- El complejo municipal de deportes La Albericia, del Instituto Municipal de Deportes.
- Centro de alto rendimiento de Vela Príncipe Felipe.
- Puertochico (Puerto deportivo).
- Campo de Golf de Mataleñas.
- Real Sociedad de Tenis de La Magdalena.[34]

## Ciudades hermanadas
- Tovar (Venezuela).[cita requerida]
- Si Sa Ket (Tailandia).[cita requerida]
- Oviedo (España).[35]
- San Luis Potosí (México).[36]